# Boundiali (département)
Pour les articles homonymes, voir Boundiali.
Le département de Boundiali, circonscription administrative et collectivité territoriale, est un département de Côte d'Ivoire portant le nom de son chef-lieu, la ville de Boundiali. Outre la sous-préfecture de Boundiali, il comprend celles de Ganaoni, Gbon, Kolia, Kasséré, Sianhala et Siempurgo.
Peuplé depuis l'ère préhistorique, il se situe dans la région des Savanes, au nord du pays, près du Mali, et compte environ 163 000 habitants. Bien que les parcelles cultivées ne représentent qu'une très faible superficie en regard de l'immensité de la savane, son économie est essentiellement agricole et il vit au rythme des calendriers rizicole et cotonier.
Après la crise politico-militaire de 2002 qui a conduit à une partition de fait de la Côte d'Ivoire, entre sa partie septentrionale et sa partie méridionale, le département de Boundiali s'est retrouvé sous le contrôle des Forces nouvelles de Côte d'Ivoire. Depuis l'accord de Ouagadougou, conclu en 2007 entre les protagonistes du conflit, qui a mis fin aux affrontements armés, l'administration publique s'est réinstallée dans le département ; ce qui a permis la reprise des projets de développement.

## Géographie

### Situation

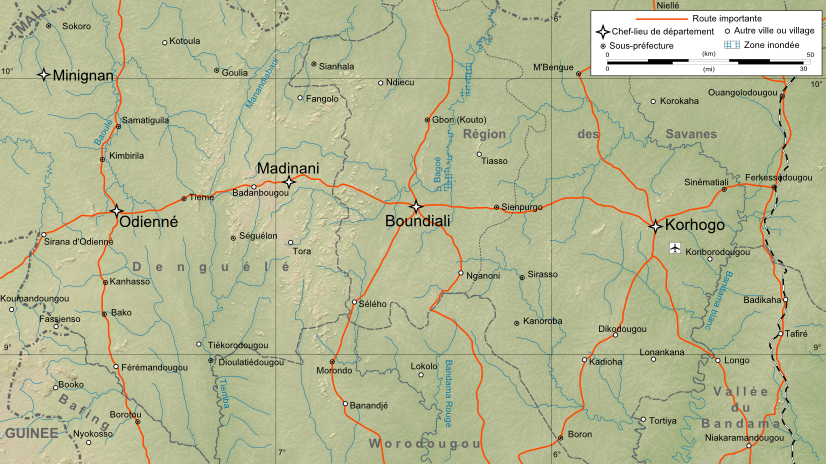
Région de Boundiali (cliquer pour agrandir)

Le département fait partie de la vaste région des savanes, la plus septentrionale du pays, à la frontalière du Mali et du Burkina Faso. Les départements voisins, nommés d'après leur chef-lieu, sont ceux de Korhogo et Tingréla dans la même région, ceux d'Odienné et Madinani dans la région du Denguélé jouxtant la Guinée et le Mali, ceux de Séguéla et Mankono dans la région du Worodougou. Il se situe à 570 km d’Abidjan, la capitale économique et plus grande ville du pays et à 450 km de Yamoussoukro, la capitale politique. Son chef-lieu se situe à 9°32 de latitude nord et 6°29 de longitude ouest (9° 32′ N, 6° 29′ O).

### Géologie
Les formations géologiques du nord de la Côte d'Ivoire sont constituées d'une succession de bandes de roches schisteuses, de roches migmatites et de roches plutoniques. Il s'agit essentiellement de granites, de granodiorites, de zones de schistes indifférenciés et des schistes sériciteux. Il en résulte plusieurs types de sols dont les lithosols qui couvrent environ 39 % des sols du département de Boundiali et présentent des aptitudes culturales faibles en raison d'un manque de profondeur utilisable, de leur faible capacité de rétention en eau et aussi de leur insuffisante réserve minérale.
L'on distingue également les vertisols, qui couvrent 4 % des sols et sont présents exclusivement dans certaines plaines alluviales et des bas-fonds. À ceux-ci s'ajoutent les sols ferrugineux couvrant environ 57 % des sols.

### Relief

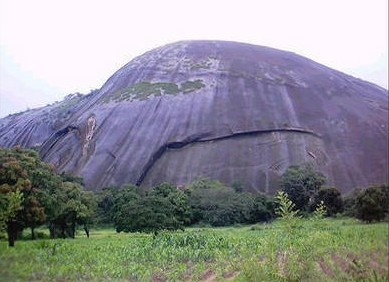
La « montagne » volcanique de Boundiali

Sur un relief plat parsemé d'inselbergs, 
situé à 421 mètres au-dessus du niveau de la mer, deux « montagnes » (terme effectivement utilisé par la population locale) entourent la ville de Boundiali. Elles sont d'origine volcanique et constituent le résultat géologique de la dorsale guinéenne, ligne de montagnes qui culmine au mont Nimba à 1 752 m. L'une d'elles abrite des grottes qui étaient utilisées jadis comme refuge en cas d'invasion, selon la tradition orale locale rapportée par les griots sénoufos.
En direction d’Odienné, près de Madinani, à une trentaine de kilomètres de Boundiali, s'élève un massif montagneux dont le point culminant atteint 894 mètres et qui fait partie du « Massif du Denguélé ».

### Climat
Le climat, qualifié de « climat soudanais », est tropical sec de savane, classé de type As (Classification de Köppen). Ce climat chaud se caractérise par une très longue saison sèche, d'octobre à mai et une saison des pluies marquée par deux maxima pluviométriques, l'un en juin et l'autre en septembre. Pendant la saison des pluies, les précipitations peuvent se prolonger pendant une semaine sans interruption, ou tomber violemment pendant quelques heures avant que le soleil ne réapparaisse. On compte en moyenne 77 jours de pluie par an dans le département de Boundiali, le total des précipitations annuelles se situent autour des 1 300 à 1 500 mm. Les températures varient peu, allant de 21 à 35 °C,. En mai, la température de l’air avoisine les 32 °C. En janvier et février, les mois les plus froids, l'harmattan, un vent puissant venu du Sahara abaisse considérablement la température qui se situe toutefois toujours aux alentours de 20 °C. Il arrive parfois que des vents de sable, issus du désert malien, atteignent la région et la recouvrent d'une couleur ocre. 

Les activités agricoles, et notamment la riziculture, qui constituent l'essentiel de l'activité économique du département, dépendent étroitement de la pluviosité et de sa répartition annuelle.

Climat - Région de Boundiali

| Mois      | Temp. (C) | Précip. (mm) |
| --------- | --------- | ------------ |
| Janvier   | 20,3      | 10           |
| Février   | 20,8      | 19           |
| Mars      | 25,0      | 39           |
| Avril     | 30,0      | 95           |
| Mai       | 32,5      | 117          |
| Juin      | 30,5      | 186          |
| Juillet   | 24,8      | 271          |
| Août      | 30,9      | 366          |
| Septembre | 30,8      | 275          |
| Octobre   | 28,8      | 144          |
| Novembre  | 28,3      | 42           |
| Décembre  | 25,4      | 10           |

### Hydrographie

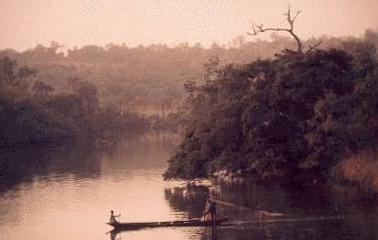
Pêcheurs au filet sur la « Bagoue », dans le département de Boundiali

La rivière Bagoé, à mi-chemin de la ville de Boundiali et du village de Ponondougou, coule vers le nord avant de confluer avec le Baoulé pour former le Bani en territoire malien, à une centaine de kilomètres à l'est de Bougouni et à une centaine de kilomètres également à l'ouest de Sikasso. Elle prend sa source à l'ouest du département, vers Madinani, près des villages de Kébi et Niempurgué. Son principal affluent dans sa partie ivoirienne est le Niangboué et elle est aussi alimentée, un peu au nord-est de Boundiali, près du village de Fahani, par une autre rivière, La Palée, qui prend sa source dans la forêt du même nom. Son cours mesure 230 km avant de quitter le territoire de Côte d'Ivoire et son bassin versant couvre une superficie d’environ 4 740 km2 au niveau de la sous-préfecture de Kouto.
Dans le département prennent aussi leur source le Bandama blanc et le Bandama rouge, aussi appelé la Marahoué. Ces deux fleuves se regroupent au centre du pays, au sud-est de Bouaflé, pour former le Bandama, l'unique fleuve du pays ayant son bassin versant, d'une superficie de 97 000 km2, entièrement situé en Côte d'Ivoire.

### Flore
La végétation du département, comme celle de toute la région, est une savane de type ouest soudanienne, selon la classification des écorégions définie par le World Wide Fund for Nature. Elle se caractérise par des arbres d'une hauteur comprise entre 8 et12 m, et arbustes, disséminés avec une densité de couvert de l'ordre de 25 à 35 %.

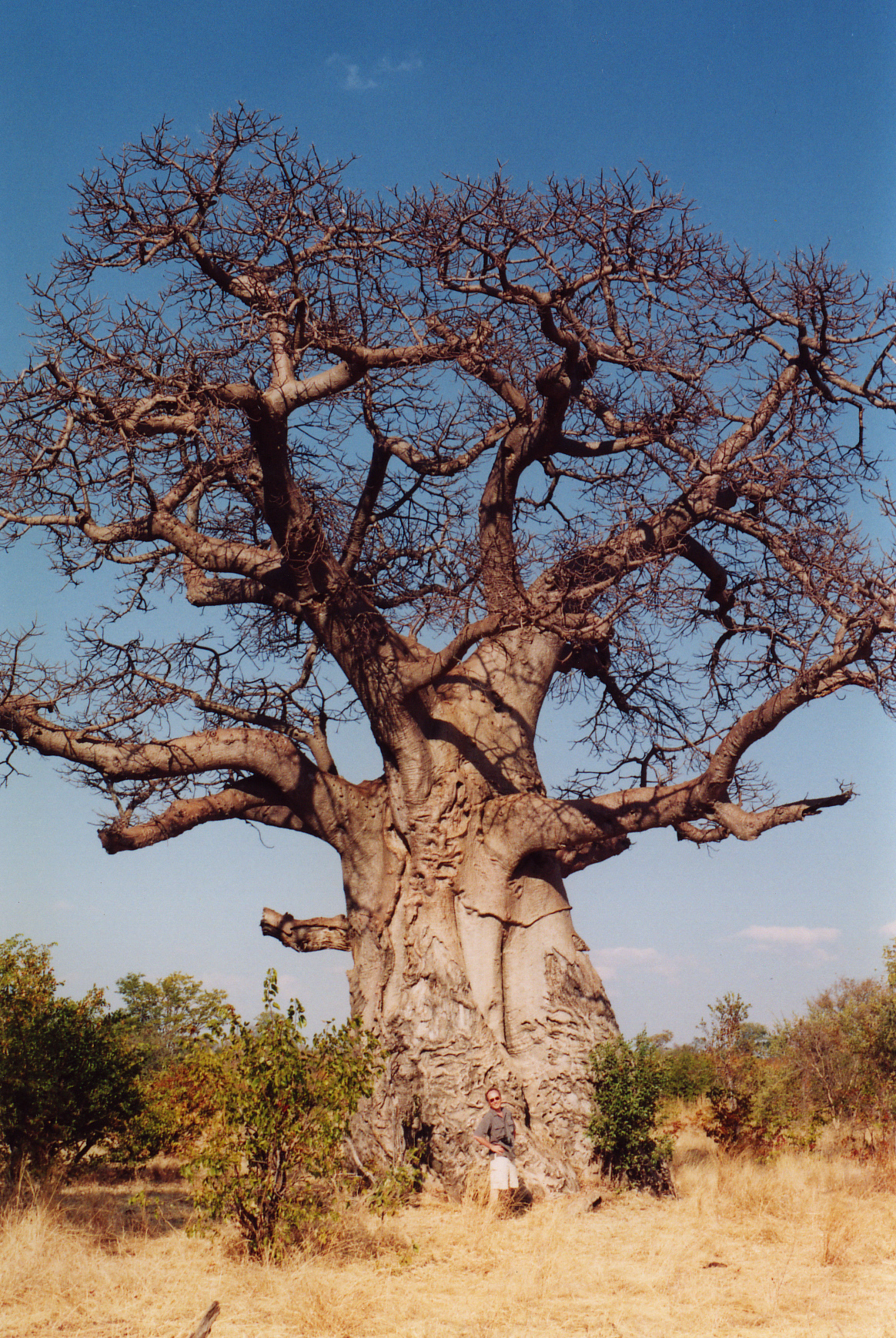
La savane de Boundiali abrite de nombreux baobabs
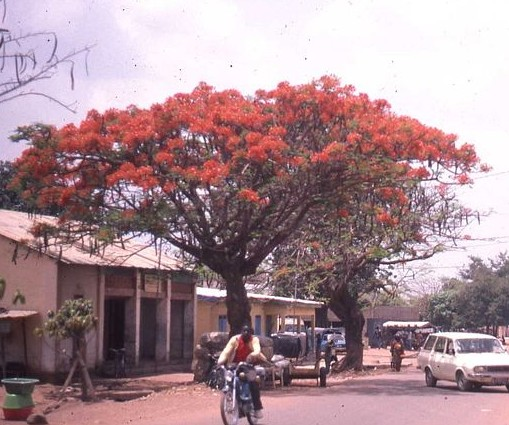
Boundiali et la savane autour abritent de nombreux flamboyants
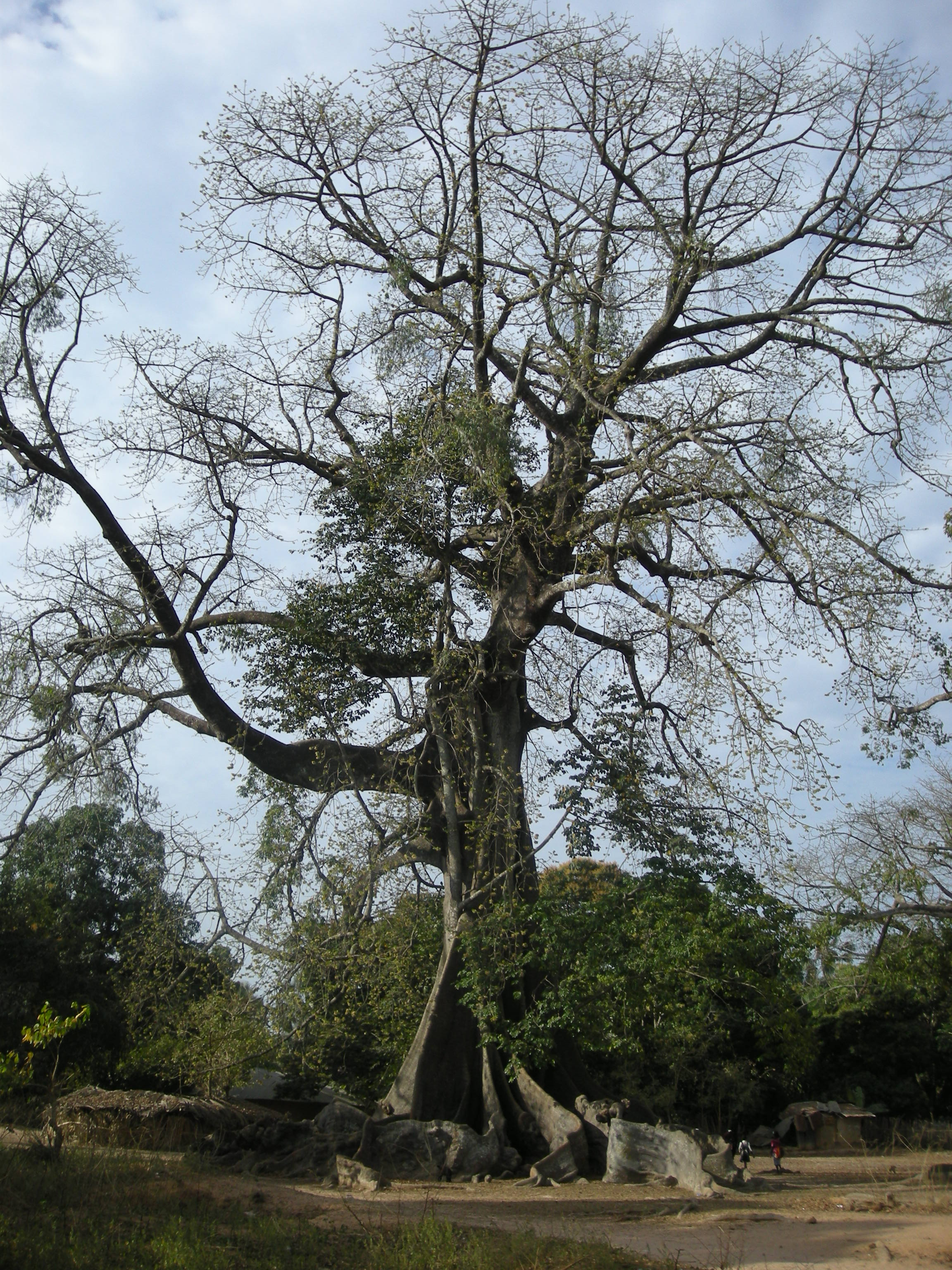
La savane autour de Boundiali abrite de nombreux fromagers

Le département abrite quatre forêts classées : celle de Niangboué, d'une superficie de 14 800 ha, celle de la Palée, d'une superficie de 200 000 ha, celle de Fengolo, située entre Kolia et Madinani, d'une superficie de 188 ha et celle du Nyangbou, d'une superficie de 62 ha. On y trouve notamment du bois d’Iroko, bois blond, qui, de même que l’acajou, est utilisé en particulier pour la fabrication de mobiliers et des jeux d'awalé ainsi que du teck qui est le bois le plus abondant dans le nord de la Côte d'Ivoire.
Les flamboyants et les hibiscus sont nombreux. La savane est plantée de fromagers dont le bois grisé et léger est facile à travailler, de baobabs séculaires ainsi que d'anacardiers, de nérés et de karités, « arbres miracle » dont le fruit peut se manger tel quel ou se transformer en « beurre » qui remplace l'huile et toutes les matières grasses dans les régions de savane et qui est aussi utilisé comme produit cosmétique.
On y retrouve aussi les habituels arbres à fleurs tropicaux tels que les frangipaniers, les bougainvilliers, les acacias ou les ananas roses ainsi que de multiples variétés d'orchidées, spécialité du pays.

### Faune

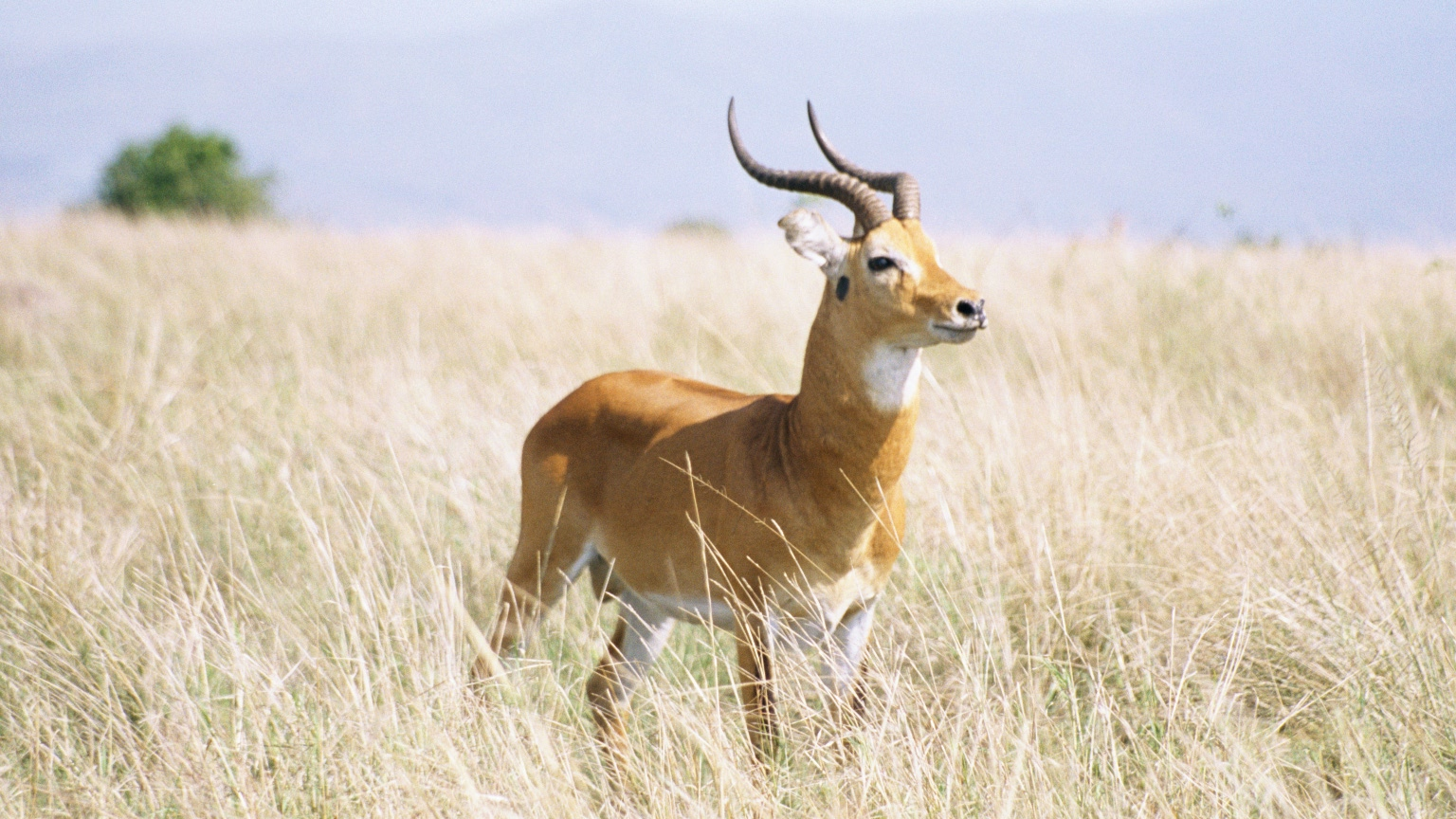
Dans la région de Boundiali, l'on croise notamment des cobes de Buffon

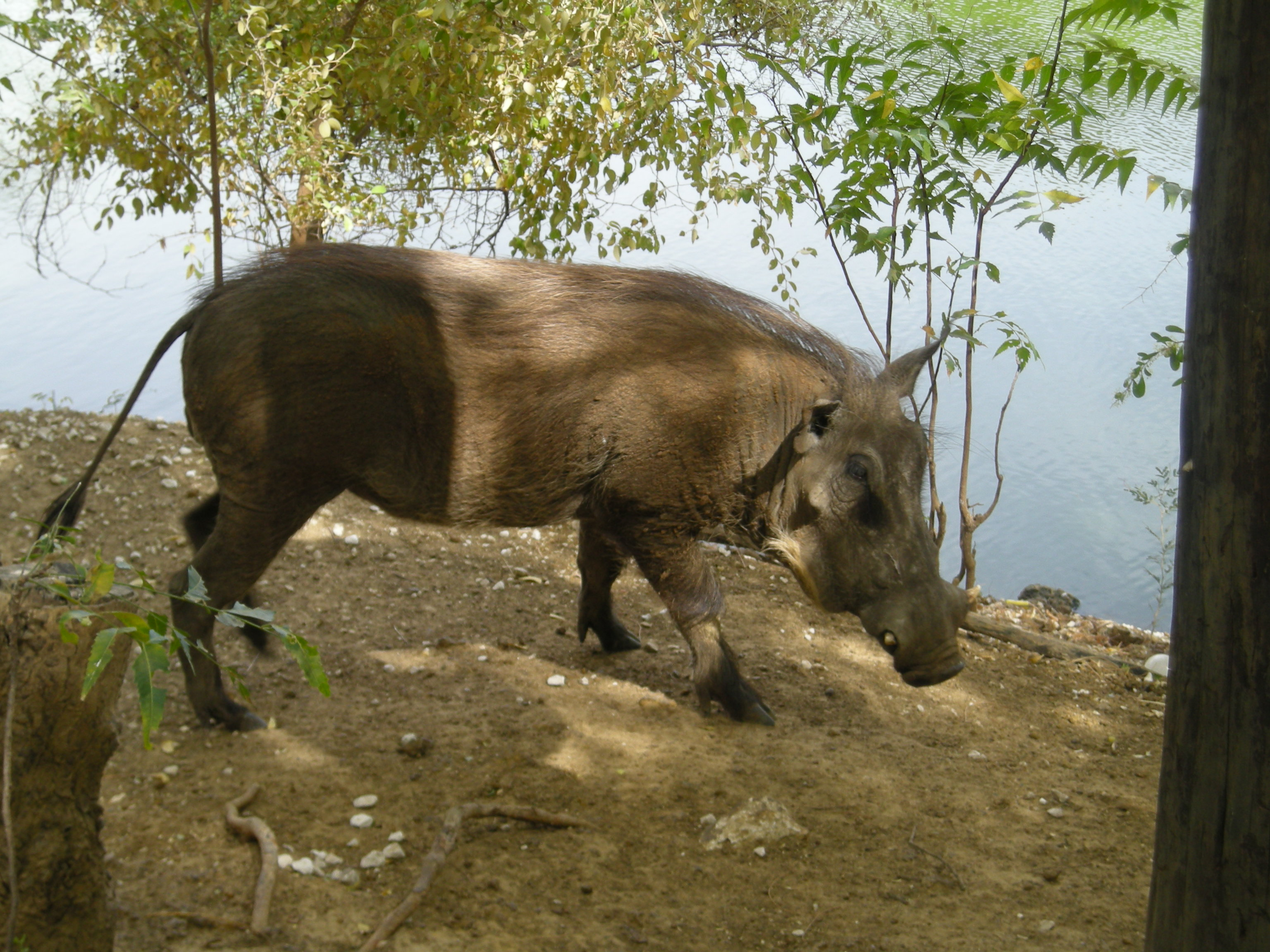
Dans la région de Boundiali, l'on croise notamment des phacochères

La rivière Bagoué abrite quelques hippopotames. Dans la région, on croise de nombreux babouins, des Cercopithèques, des civettes, des phacochères, des potamochères, des hylochères, des perdrix et des francolins, des bubales ainsi que des antilopes, essentiellement des cobes de Buffon, des guib harnachés et des céphalophes. Les forêts abritent des panthères que, nécessité faisant loi, les villageois abattent parfois, bien que la chasse soit interdite sur tout le territoire du pays depuis 1974. On y trouve également beaucoup d'agoutis dont la chair est très appréciée, des boas, des pythons et les Gekkos. Dans la région vivent des corbeaux, des aigles, des éperviers et de nombreux hérons garde-bœufs, ici appelés « pic-bœufs », ainsi que les calaos désignés par le terme local de Sèdjèn par les sénoufos qui les considèrent comme des animaux fétiches et les vénèrent de multiples façons.
Certains animaux, et en particulier le bétail constitué de zébus, sont parfois affectés de la maladie du sommeil causée par la présence de la mouche tsé-tsé. Cette présence a conduit à l'abandon d'une vaste zone sylvo-pastorale de 200 000 ha, la Zone de la Palée. Elle a aussi donné lieu à d'importants programmes de coopération ivoiro-allemande et ivoiro-française pour tenter d'éradiquer ce fléau.
On trouve aussi des caméléons, des mygales, des scorpions et des termites, qui construisent de gigantesques termitières, fertilisant la terre, et qui sont aussi nombreuses que leurs ennemies, les fourmis magnans.

## Histoire

### Préhistoire

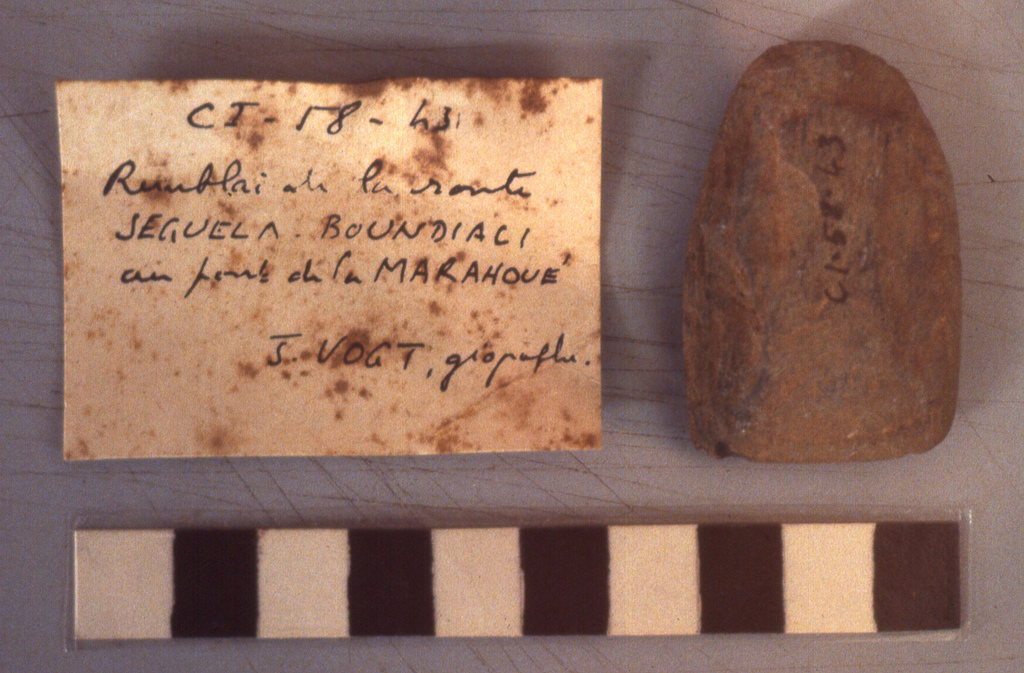
Pierre polie de l'ère préhistorique trouvée près de Boundiali. (Photo prise au musée de l'IFAN à Dakar, au Sénégal).

Il est difficile d'évaluer la date de la première présence humaine en Côte d'Ivoire car les ossements ne se conservent pas dans le climat humide du pays. Cependant, les fragments d'armes et les nombreux outils de pierre trouvés dans le pays, notamment dans le nord et particulièrement le département de Boundiali, et datant du Paléolithique, il y a plusieurs centaines de milliers d'années, attestent que la Côte d'Ivoire a été occupée depuis des temps reculés. À l'époque plus récente du Néolithique (5 000 à 10 000 ans avant notre ère), le Sahara a commencé à se désertifier. Devant l'assèchement progressif de leurs terres arables et de leurs pâturages, les Africains du nord sont descendus vers le sud pour y retrouver de meilleures conditions climatiques, en particulier un taux d'hygrométrie plus élevé qui leur permette de continuer à s'adonner à l'élevage ou à l'agriculture. Cette migration vers le sud a bouleversé la géographie humaine des pays subsahariens, où des peuples très anciens vivaient déjà et durent se replier pour laisser la place aux nouveaux arrivants. Parmi ces peuples se trouvaient les pygmées, réfugiés aujourd'hui dans la grande forêt d'Afrique centrale et dont l'implantation aux temps préhistoriques était déjà signalée par les Égyptiens et l'historien grec Hérodote jusque dans la haute vallée du Nil, , .

### Histoire pré-coloniale
Jusqu'au XVe siècle, contrairement aux royaumes situés plus au nord qui ont été décrits par les colonisateurs almoravides musulmans, il n'existe aucun témoignage écrit du peuplement de la Côte d'Ivoire. Les portugais furent les premiers Européens à débarquer en Côte d'Ivoire au XVe siècle dans la région de Sassandra et San-Pédro, sous l'impulsion de Henri le Navigateur et dans le cadre du Traité de Tordesillas, amenant ainsi avec eux l'écriture. Les spécialistes estiment toutefois que les sénoufos, avec les koulangos, constituent une des populations les plus anciennes de Côte d'Ivoire et qu'ils se sont installés dans la région entre le IXe et le Xe siècles, venus de l’actuel Mali et du Burkina Faso. Le nord du pays, dont l'actuel département de Boundiali, a longtemps été sous l'influence des royaumes sahéliens : Empire songhaï, empire du Ghana, empire du Mali. C'est dans ce contexte que s'est propagé l'Islam, répandu soit par des commerçants dioula, soit par le Jihad mené par des armées à cheval. Les populations ne connaissaient pas la propriété privée, ne cherchaient pas à délimiter leur territoire, et elles avaient une organisation sociale traditionnelle démocratique. Leur culture était marquée par une tradition orale, musicale, de danse, et la croyance à la magie.
La région a aussi parfois subi des invasions temporaires, menées par d'autres peuples de Côte d'Ivoire, notamment les Lobis venus de l'est du pays, en particulier depuis la ville de Bondoukou, ce dont témoignent les grottes aménagées dans les « montagnes » du département pour s'en protéger autant se faire que peut. Il s'agissait pour eux de rafler le maximum de richesses et de ramener en esclavage le maximum de gens. Un des aspects malheureux de la traite négrière est que des esclaves étaient capturés par des peuples africains pour être revendus aux européens des comptoirs installés sur les côtes du golfe de Guinée,, dans le cadre du commerce triangulaire qui fera en particulier la fortune des villes françaises de Nantes, Bordeaux et La Rochelle. Les sénoufos qui peuplent majoritairement le département de Boundiali, pour leur part, ne se sont jamais livrés à ce type de pratique, contrairement aux Malinkés. Les grottes qu'on trouve dans l'une des « montagnes » du département constituaient un refuge pour échapper aux rafles.

### XIXesiècle

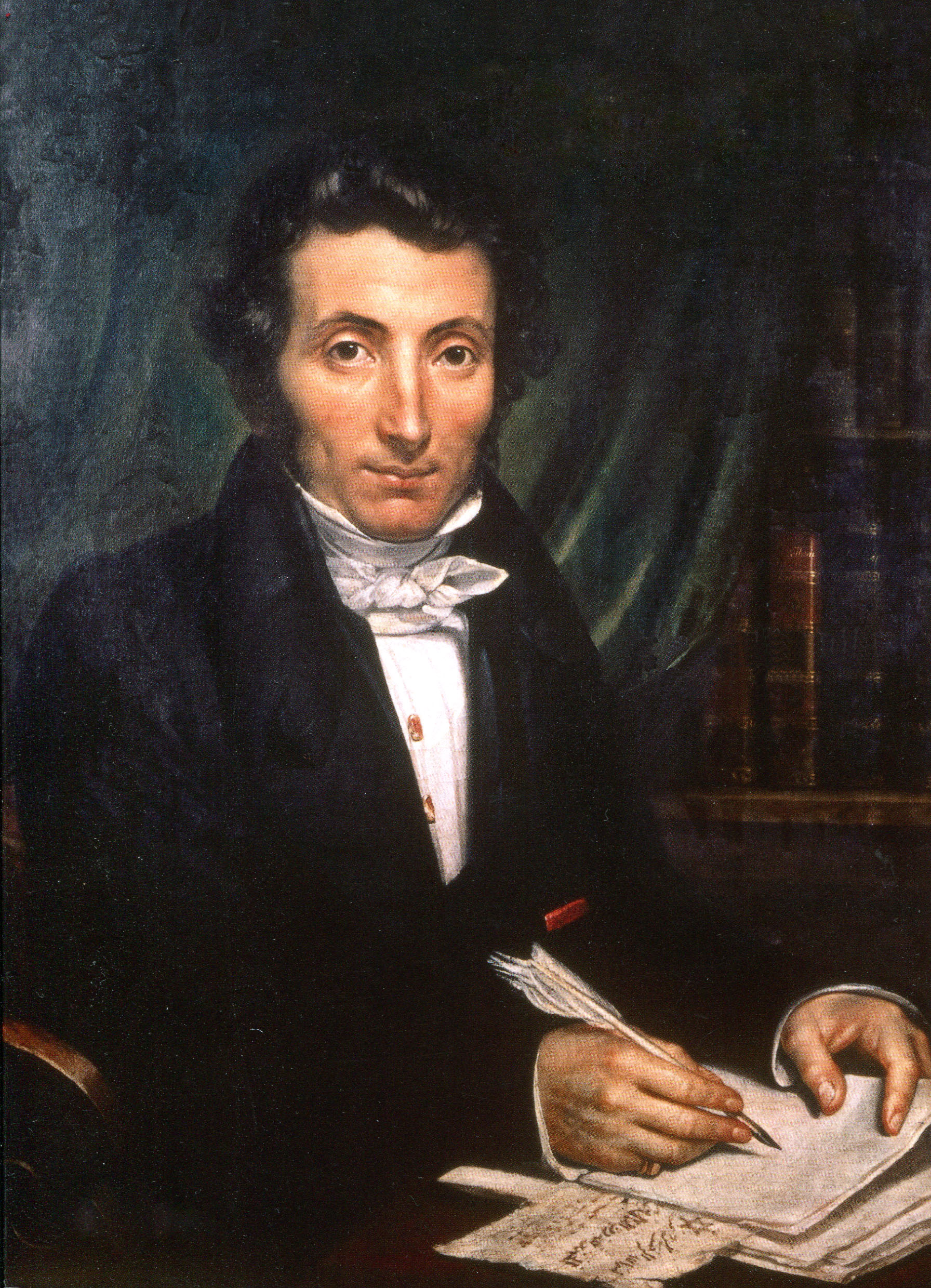
L'explorateur français René Caillié a parcouru la région du nord de la Côte d’Ivoire au début du XIXe siècle.

La fondation de la ville de Boundiali remonterait au XIVe siècle, selon la tradition orale locale rapportée par les anciens et les griots dont c'est l'essentiel de la fonction sociale. On ne dispose guère d'autre information car, ainsi que l'exprimait fort justement l'écrivain et ethnologue malien Amadou Hampâté Bâ en 1960 à l'UNESCO, « En Afrique, quand un vieillard meurt, c'est une bibliothèque qui brûle », lequel Amadou Hampâté Bâ, qui avait fort bien perçu et décrit l'importance de l'oralité dans la transmission des connaissances, se définissait de la manière suivante : « Je suis un diplômé de la grande université de la parole enseignée à l’ombre des baobabs. ». Cinq siècles plus tard, en 1827, l'Européen René Caillié sillonne la région lors de son célèbre voyage qui l'a conduit de Conakry à Tombouctou. Il connaîtra même une halte forcée pendant cinq mois au village de Tiémé pour cause de scorbut et il sera le premier Européen à laisser un témoignage écrit sur la région et les villages de l'actuel département de Boundiali en 1830, témoignage d'ailleurs fort peu bienveillant.
À la fin du XIXe siècle, toute la région sera sous la domination de l'Almamy Samory Touré, fondateur de l'empire wassoulou vers 1881, empire qui s'étendait de Kankan à Dabakala et Kong, et résistant à la conquête coloniale jusqu'à sa capture en 1898 et sa déportation au Gabon. Ses troupes, qui auraient été armées de fusils britanniques, l'Angleterre occupant alors la Sierra Leone, massacrèrent les militaires français de la mission du capitaine Charles Ménard en 1892 quelques kilomètres au sud de Boundiali, près de Séguéla.
La Côte d'Ivoire n'a été réellement colonisée que tardivement, comparativement aux autres États de l'Afrique de l'Ouest. Jusqu'aux expéditions de Louis-Gustave Binger, Marchand (1887-1899), la zone forestière du centre était inconnue et le nord ne sera occupé qu'après la défaite de Samory Touré face à Gouraud, en 1898. La colonie française de Côte d'Ivoire est officiellement constituée le 10 mars 1893, après avoir été déclarée protectorat français en 1843, mais elle représente alors seulement la bande côtière puisqu'il s'agit du regroupement des comptoirs français du Golfe de Guinée fondés un demi-siècle plus tôt par Philippe de Kerhallet et Paul Fleuriot de Langle. Le nord, d’Odienné à Kong, en passant par Boundiali, et jusqu'à la hauteur de Touba et Dabakala, a d'abord été rattaché au Soudan français, l’actuel Mali, avant d’être réuni à la Côte d'Ivoire en janvier 1900, laquelle sera rattachée à l’Afrique-Occidentale française, sous l’autorité du gouverneur général résidant à Dakar, le 13 octobre 1904. Le gouverneur de Côte d'Ivoire était alors François Joseph Clozel avec Ernest Roume comme Gouverneur de l'Afrique-Occidentale française.

### XXesiècle
Bien que ses frontières aient été établies en 1904 à la suite du partage de l'Afrique entre les grandes puissances européennes qui a eu lieu au congrès de Berlin, la « pacification » n'est achevée qu'en 1915,. De 1932 à 1947, la Haute-Volta, aujourd'hui le Burkina Faso, a été démembrée, son territoire étant partagé entre le Mali, le Niger et la Côte d'Ivoire,. Cela conduira alors la France à distinguer, administrativement, la « Basse Côte d’Ivoire » au sud et la « Haute Côte d’Ivoire » au nord, cette dernière entité incluant le territoire de l'actuel département de Boundiali, ainsi que ceux de Korhogo, Tingréla, Ferkessédougou.
Ceci peut être relié à la crise politico-militaire apparue violemment dans le pays à partir de septembre 2002, les habitants du nord n'étant pas considérés dans certains milieux du sud, adeptes du concept xénophobe de l'Ivoirité, comme étant de « vrais Ivoiriens » mais plutôt comme étant des maliens ou des burkinabés. Cette considération a été accentuée par le fait que les populations qui habitent au nord du pays, sénoufos et malinkés, et aussi de nombreux mossis venus travailler dans les plantations, sont effectivement réparties sur les territoires de Côte d'Ivoire, du Mali et du Burkina Faso et sont en effet historiquement venues des régions situées plus au nord.
Les habitants du département de Boundiali, comme tous ceux des colonies, étaient considérés comme des « sujets » français sans droit de représentation. Pendant la Seconde Guerre mondiale, le Régime de Vichy gardera le contrôle du territoire jusqu’en 1943, année où le GPRF réussit à prendre le contrôle de l'AOF. La conférence de Brazzaville en 1944, la première assemblée constituante de 1946 conduisirent à des réformes : la citoyenneté française fut alors accordée aux « sujets » africains et le droit de s’organiser politiquement et syndicalement leur fut reconnu.
Les habitants du département de Boundiali, comme tous ceux de l'AOF et de l'AEF, ont été soumis au travail forcé, souvent dénommé « prestation » jusqu'à sa suppression en 1946 grâce à la « loi Houphouët-Boigny » qui satisfaisait les revendications du Syndicat agricole africain : était astreinte à 12 jours de travail annuel toute personne de sexe masculin, de plus de 15 ans et de moins de 65 ans, et n'occupant pas de poste administratif ou militaire. Cette pratique du travail forcé en Afrique, qui a fait de nombreuses victimes dans les empires coloniaux français et belge, avait été dénoncée en Europe par l'écrivain André Gide en 1927 dans son livre, Voyage au Congo, et par le reporter Albert Londres dans son ouvrage paru en 1928, Terre d'ébène. De surcroît, la capitation,, impôt lié à l'existence de la personne, donc indépendant de ses revenus, et aboli en France par la Révolution de 1789, avait été établie en 1901 et elle devait théoriquement être perçue en argent à partir de 1903. Elle devait être payée par tous les habitants des deux sexes ayant atteint l'âge de 8 ans. La capitation était souvent remplacée dans les faits par des journées de travail supplémentaire, faute de liquidité monétaire, par les redevables, pour s'en acquitter. On note, par exemple, un télégramme reçu en 1935 par le commandant du cercle de Korhogo de la part d'un planteur européen lui enjoignant de « recruter 100 manœuvres pour Boundiali, et de faire en sorte que les hommes soient prêts pour le 5 avril ». Le principe officiel de travail d'intérêt public avait dans les faits été remplacé par la mise à disposition par l'administration de main d'œuvre gratuite au bénéfice des fonctionnaires de l'administration et des colons européens, les planteurs africains n'étant nullement concernés. C'est d'ailleurs, pour l'essentiel, dans le cadre de ce travail forcé que s'est développée l'immigration mossi, issue de la Haute-Volta, actuellement Burkina Faso, dans tout le nord de la Côte d'Ivoire. Avec le déclenchement de la Seconde Guerre mondiale, outre l'impôt de capitation, les populations seront astreintes à verser des « dons pour la défense de la Côte d'Ivoire et de la France ».
Beaucoup de jeunes hommes seront également soustraits de leur village et enrôlés de force dans les régiments de tirailleurs sénégalais pour participer aux conflits sur les territoires européen, indochinois et algérien, , , . De retour au pays, les survivants, minoritaires, sont devenus des anciens combattants dont la pension, bien que faible et longtemps « cristallisée », et qui a très récemment été revalorisée à la suite du succès en France du film Indigènes, a fait vivre des familles entières dans les villages du département, phénomène qui, par la force des choses, est en train de s'estomper : 3014 pensions militaires ou retraites du combattant (montant annuel : 467 euros en 2008) concernaient la Côte d'Ivoire en 1998, , . Il est vrai que beaucoup d'habitants du département vivent avec 15 000 Francs CFA mensuels, soit environ 25 euros (moins de 1 euro par jour), parfois même avec moins,... L'écrivain Ahmadou Kourouma, né à Boundiali en 1927, a ainsi servi en Indochine pendant quatre ans : tirailleur sénégalais gradé, il avait refusé de participer avec son bataillon à la répression des luttes du PDCI-RDA ; il se vit donc dégradé, emprisonné et désigné d’office pour l’Indochine, 

## Politique et administration
Avant l'indépendance du pays en 1960, tout le nord de la Côte d'Ivoire était placé sous l'autorité d'un « administrateur des colonies », le « commandant du cercle de Korhogo » qui administrait l'ensemble du territoire actuellement couvert par les départements de Korhogo, Ferkessédougou, Boundiali et Tingréla. Placé sous l'autorité du gouverneur, ce fonctionnaire administrait une région du pays, appelée « Cercle », en particulier en appliquant le code de l'indigénat en vigueur dans tout l'empire colonial français jusqu'à son abrogation en 1945 grâce à l'action du sénégalais Lamine Guèye. Le gouverneur était placé sous l'autorité du gouverneur général, lui-même dépendant du Ministre des Colonies, . L'actuel département de Boundiali était alors une « subdivision » du cercle de Korhogo après avoir été une subdivision du cercle de Sikasso, situé dans l'actuel Mali, jusqu'en 1902, et elle regroupait alors 10 cantons. Le quadrillage administratif découpait chaque « subdivision » en cantons et en villages. En Côte d'Ivoire, il y avait, en fin de période coloniale, 19 circonscriptions primaires appelées « cercles » et administrées par un « commandant de cercle », 48 circonscriptions secondaires ou « subdivisions » dirigées par un chef de subdivision, auprès duquel était placé un « conseil des notables », organe supposé être représentatif des intérêts des populations locales. En 1938, le chef de subdivision de Boundiali était M. Champeau. En 1941, il s'agissait de M. Vérin.

### Administration étatique
Créé par le décret no 69-241 du 9 juin 1969, le département de Boundiali s’étendait alors jusqu’à Tingréla et était constitué de 10 cantons. Boundiali est chef-lieu du département tel qu'il est aujourd'hui depuis 1974 et chef-lieu de sous-préfecture. Il s'agit d'une entité administrative à la fois décentralisée et déconcentrée qui, outre ses sous-préfectures, comporte 7 cantons : Gbato, Kassemblé, Gnéné nord, Gnéné sud, Zona, Ténéouré et Pongala.
Le préfet administre le département. Représentant l'état au sein de la circonscription placée sous son autorité, il assure la tutelle des collectivités territoriales, leur apporte assistance et conseil et procède à un contrôle tant sur leurs actes que sur leurs organes. La sous-préfecture, circonscription administrative déconcentrée, est administrée pour certaines matières par le sous-préfet, agissant, par délégation, pour le préfet.
Après les évènements de 2002, le département, comme tous ceux du nord du pays, a été placé sous l'administration du MPCI puis des Forces nouvelles de Côte d'Ivoire et se trouvait de fait sous l'autorité unique d'un « commandant de zone », dit « com-zone ». Ce dernier est désigné par le secrétaire général des Forces nouvelles de Côte d'Ivoire et actuel premier ministre, Guillaume Soro, originaire du nord du pays, comme pour chacun des 10 secteurs de la zone nord ivoirienne, le département de Boundiali étant désignée depuis 2006 sous le terme de « Zone no 9 ». Depuis 2007, il s'agit de Gaoussou Koné, alias Jah Gao,, qui a succédé à Touré Moussa, démis de ses fonctions. Cette autorité existe toujours en 2008 et cohabite avec les fonctionnaires de l'état, préfet et sous-préfets, revenus dans la région à la suite des accords de Ouagadougou.

### Administration locale
Le département, collectivité territoriale, est administré par un conseil général conduit par son président en vertu de la Loi no 2001-477 du 9 août 2001 relative à l'organisation des départements en Côte d'Ivoire.
| Date d'élection | Identité      | Parti | Qualité         | Statut |
| --------------- | ------------- | ----- | --------------- | ------ |
| 1995            | Zémogo Fofana | RDR   | Homme politique | élu    |
| 2001            | Zémogo Fofana | RDR   | Homme politique | élu    |
| 2007            | Koné Dramane  | RDR   | Homme politique | nommé  |

Comme dans la plupart des villes et villages africains, une organisation traditionnelle, dite coutumière, coexiste avec celle de l'état : C'est ainsi qu'un « Conseil des Anciens », dirigé par le « Chef de canton », siège périodiquement ou occasionnellement sous l’« arbre à palabres »,.

### Représentation politique
L'Assemblée nationale de Côte d'Ivoire compte 223 députés élus pour 5 ans. Le département de Boundiali est divisé en trois circonscriptions.
| Date d'élection | Identité           | Parti    | Qualité         | Statut |
| --------------- | ------------------ | -------- | --------------- | ------ |
| 1980            | Ibrahima Koné      | PDCI-RDA | Homme politique | élu    |
| 1983            | Issiaka Koné       | PDCI-RDA | Homme politique | élu    |
| 1985            |                    | PDCI-RDA | Homme politique | élu    |
| 1990            |                    | PDCI-RDA | Homme politique | élu    |
| 1995            | Zémogo Fofana      | RDR      | Homme politique | élu    |
| 2001            | Zémogo Fofana,     | RDR      | Homme politique | élu    |
| 2006            | Bamba Kartiahouan, | PDCI-RDA | Homme politique | élu    |

| Circonscription | Identité       | Parti | Qualité         | Statut |
| --------------- | -------------- | ----- | --------------- | ------ |
| Gbon/Kouto      | Koné Dossongui | RDR   | Homme politique | élu    |
| Kolia/Kasséré   | Drissa Ballo   | RDR   | Homme politique | élu    |

Le mandat de l’Assemblée nationale élue en 2001 s'achevait le 16 décembre 2005. Mais, en raison de la crise politico-militaire de 2002, les élections législatives n'ont pas été organisées et l’Assemblée nationale en place est demeurée en fonction et a conservé ses pouvoirs.

### Services publics et parapublics
Parmi les services publics présents avant la crise de 2002 figuraient la brigade de la Gendarmerie nationale et une unité du « Service civique ». Le gouvernement de Laurent Gbagbo a récemment relancé le programme de « Service civique » avec pour objectif premier la réinsertion des anciens combattants des Forces nouvelles.
Les services parapublics sont constitués par la Compagnie ivoirienne d'électricité (anciennement EECI), la Poste de Côte d’Ivoire dont l'unique bureau dans le département se situe à Boundiali, la Société de distribution d'eau de la Côte d'Ivoire (SODECI), et l’Agence nationale d’appui au développement rural (ANADER) qui a repris les prérogatives de la SODEPRA, dissoute en 1994 dans le cadre de la restructuration du secteur agricole : construction de barrages, de lieux de vaccination, distribution de semences de cultures fourragères à des prix subventionnés.
En juin 2008, dans le cadre de l'appui au processus de paix inter-ivoirien, l'ONUCI a installé un poste de police (UNPOL) à Boundiali. À partir de 2009, Boundiali, qui auparavant dépendait de celle de Korhogo, sera le siège d'une DREN (Direction régionale de l'Éducation nationale) couvrant le département de Boundiali ainsi que celui de Tingréla.

## Société

### Démographie

Démographie du département de Boundiali

Dans son ouvrage paru en 1955, B. Holas indique une population de 92 000 habitants pour la « subdivision » de Boundiali sur une superficie de 9 150 km2, soit une densité de 10 habitants par km². Il est à noter toutefois que cette subdivision incluait le territoire qui constitue l'actuel département de Tingréla.
| 1955                                                             | 1975   | Rec. 1988 | Rec.1998 | Est. 2007 |
| ---------------------------------------------------------------- | ------ | --------- | -------- | --------- |
| 92 000                                                           | 96 884 | 127 847   | 155 789  | 163 425   |
| Nombre retenu à partir de 1955 : Population sans doubles comptes |        |           |          |           |

| Hommes                                                                     | Femmes | Rapport de masculinité | Nombre de ménages | Population totale |
| -------------------------------------------------------------------------- | ------ | ---------------------- | ----------------- | ----------------- |
| 80 110                                                                     | 83 315 | 96,20 %                | 22 137            | 155 789           |
| Ces chiffres portent sur l'ensemble des localités : villages et campements |        |                        |                   |                   |

En Côte d'Ivoire, le taux de fécondité est de 5,7 enfants par femme, avec une fécondité très précoce : dans le département de Boundiali, il n'est nullement exceptionnel de rencontrer des mères de famille de 14 ou 15 ans. Le rapport de masculinité (nombre d'hommes pour 100 femmes) est de 96,2 % pour département. 40,8 % de la population du pays a moins de 14 ans, 56,4 % a entre 14 et 64 ans et 2,8 % a plus de 64 ans. L’espérance de vie à la naissance est de 44 ans pour les hommes et 46 ans pour les femmes. Le taux de mortalité est de 16,65 pour mille et le taux de mortalité infantile est de 93,65 pour mille. Il n'y a pas de chiffres postérieurs à 2001 car tout le nord du pays est devenu entre 2002 et 2007, une « zone rebelle » hors de tout contrôle gouvernemental.
Selon le recensement de 1988, l'ensemble du département de Boundiali compte au total 163 425 habitants (80 110 hommes et 83 315 femmes) regroupés en 22 137 ménages qui vivent dans les villes et villages noyaux (155 799 habitants) et dans 232 campements (7 626 habitants). Ces derniers sont habités essentiellement par des Peuls.
Selon ce recensement, en Côte d'Ivoire, un habitant sur quatre est étranger, sachant toutefois que 47,3 % de la population étrangère, notamment chez les ressortissants du Burkina Faso, du Mali, du Bénin ou du Nigéria, n'est pas immigrante mais est née dans le pays. C'est localement le cas dans le département de Boundiali, les populations allogènes venant principalement du Burkina Faso et du Mali, particulièrement pour travailler dans les plantations et dans le secteur du commerce informel. Dans ce dernier secteur, on trouve aussi beaucoup de Sénégalais comme dans toute l’Afrique de l'Ouest. Après la prise de contrôle de tout le nord du pays par les Forces nouvelles de Côte d'Ivoire en 2002, cette migration issue des pays les plus proches s'est accentuée. Parallèlement, un certain nombre d'habitants du département de Boundiali, originaires du sud du pays et craignant des représailles de la part du MPCI, ont fui au Mali voisin ou ils ont été regroupés dans des camps de réfugiés à Loulouli, Faragouana et Sikasso,. Certains d'entre eux ont été rapatriés dès 2003. D'autres, et en particulier les fonctionnaires de l'état, au premier rang desquels les militaires, les douaniers et les policiers qu'en Côte d'Ivoire on désigne sous le terme générique des « corps habillés », avaient pris la route du sud et sont devenus des « déplacés de guerre », selon la terminologie officielle.
Un nouveau recensement de la population du pays est envisagé par les autorités du pays en 2008, avec l'appui technique et financier du Fonds des Nations unies pour la population (UNFPA), organisme de l'ONU. Ce sera le 4e, après ceux de 1975, 1988 et 1998, 
La population du département est constituée essentiellement de Malinkés venus du Mali, de la Guinée et du Burkina Faso (20 à 25 % de la population) que l'on trouve essentiellement au centre et à l'ouest et surtout de Sénoufos (environ 70 à 75 % de la population), respectueux d'une tradition matrilinéaire, qui sont installés dans la région depuis le Xe siècle.
le département de Boundiali est aussi le lieu de résidence de plusieurs familles d'éleveurs peuls depuis le début des années 1960. Les Peuls burkinabé y sont plus nombreux que leurs homologues maliens.
Des populations Peuls, peuple nomade, sont également installées dans des campements disséminés sur tout le territoire du département.
Comme partout en Afrique, la population autochtone était animiste et ces traditions et ces usages anciens, marqués par des « bois sacrés », espaces dévolus aux rites d'initiation, des fétiches, etc., subsistent toujours et sont restés vivaces : ils cohabitent avec les religions monothéistes importées par les colonisateurs, le catholicisme et l'islam, dont l'arrivée dans la région est somme toute extrêmement récente. Selon le dernier recensement qui, à la différence de ce que l'on connait dans les pays européens ou cela est strictement interdit, pose ce type de question, la religion musulmane constitue la religion dominante du pays avec 38,6 % de pratiquants. Ils sont suivis des catholiques (19,4 %), des personnes ayant déclaré n'avoir aucune religion (16,7 %), des animistes (11,9 %), et des protestants (6,6 %).

### Langues
Depuis l'indépendance, la langue officielle dans toute la Côte d'Ivoire est le français. La langue véhiculaire, parlée et comprise par la majeure partie de la population, est le dioula mais la langue vernaculaire de la région est le sénoufo. Le français effectivement parlé dans le département de Boundiali, comme à Abidjan, est communément appelé le français populaire ivoirien ou français de moussa qui se distingue du français standard par la prononciation et qui le rend quasi inintelligible pour un francophone non ivoirien. Une autre forme de français parlé est le nouchi, un argot parlé surtout par les jeunes et qui est aussi la langue dans laquelle sont écrits 2 magazines satiriques, Gbich!, fondé par le caricaturiste Lassane Zohoré, et Y a fohi. Le département de Boundiali accueillant de nombreux ivoiriens issus de toutes les régions du pays, toutes les langues vernaculaires du pays, environ une soixantaine, y sont pratiquées. Avec la présence dans la région de nombreux burkinabés venus travailler notamment dans les plantations de coton, présence accrue depuis 2002, on y parle aussi le moré, langue des Mossis, , . Le peul est également parlé, le département abritant de nombreux campements peuls.

### Éducation

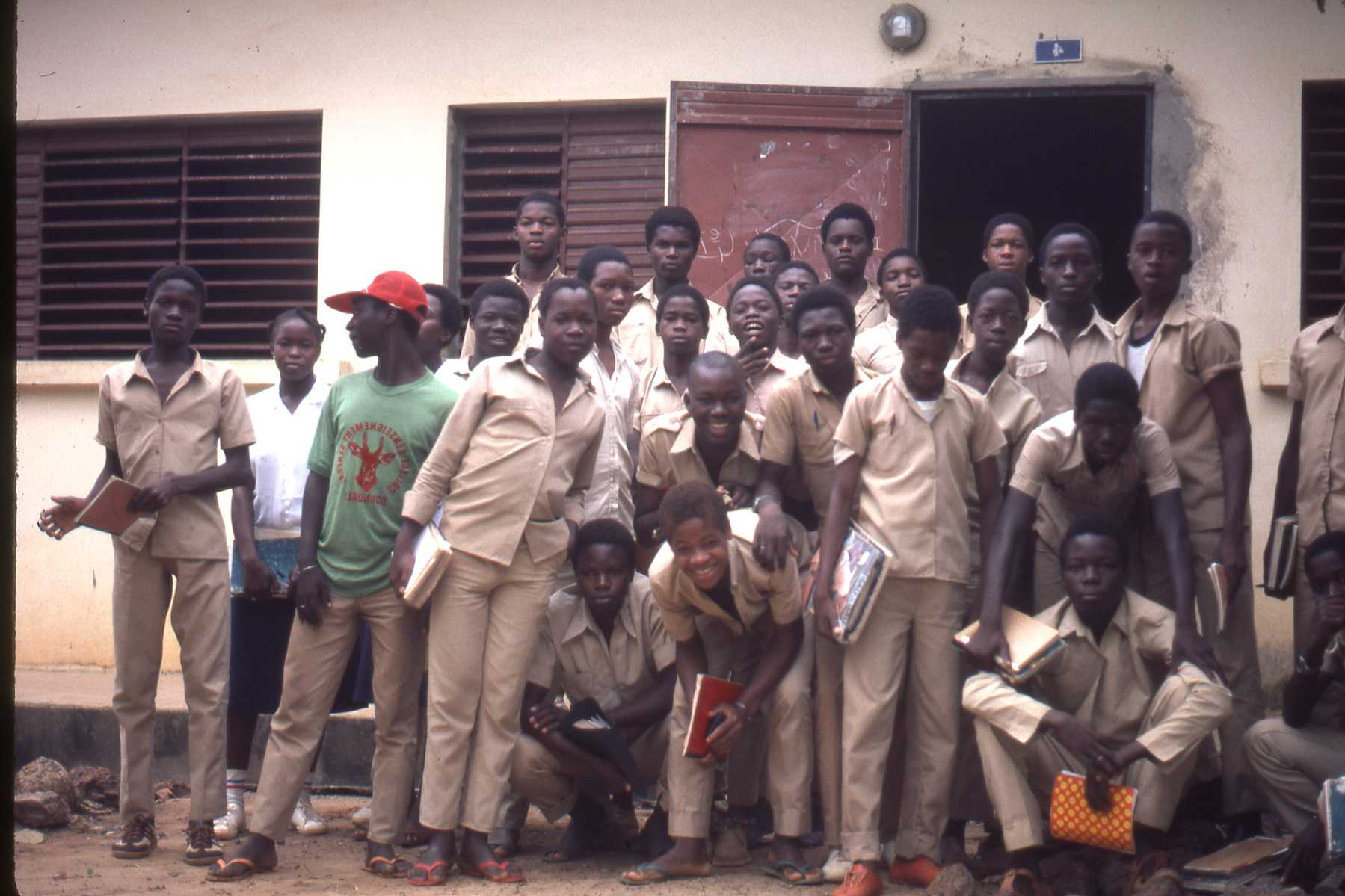
Élèves de l'enseignement secondaire à Boundiali

Le département de Boundiali, alors appelé subdivision du cercle de Korhogo, comportait, en 1938, 38 élèves au Cours élémentaire et 98 élèves au cours préparatoire dont 4 filles de fonctionnaires dans la classe supérieure. Le camp scolaire était constitué de cases rondes, caractéristiques de l'habitat dans la région, et prévues chacune pour accueillir 10 élèves.
En 2008, le département comporte deux lycées, le lycée municipal de Kouto et le lycée moderne de Boundiali, lequel scolarisait 1813 élèves en 2006-2007, des collèges, publics et privés, 101 écoles primaires (il y a 465 écoles primaires dans toute la région des savanes) et sept écoles maternelles. Il compte 89 enseignants professionnels qui encadrent 366 classes.
Dans la région des savanes à laquelle est rattaché administrativement ce département, le taux de scolarisation est de 37 % alors qu'il est de 74 % en Côte d'Ivoire. Comme dans tout le pays, l'accès à l'enseignement secondaire est limité par un concours d'entrée en sixième à l'issue duquel un tiers des élèves ayant suivi l'enseignement primaire est admis à poursuivre ses études. Ce mode de sélection est hérité de l'époque coloniale puisqu'il existait en France jusqu'en 1959 et a été maintenu en l'état à l'indépendance du pays, en 1960. En dépit de cette « sélection », à laquelle il faut toutefois ajouter un nombre indéterminé mais non négligeable de « recrutements parallèles »,  et d'élèves ayant suivi l'école coranique, dispensée dans certains villages par des anciens de bonne volonté, et n'ont donc pas « fréquenté » l'école primaire au cours de leurs jeunes années, et en raison de la faiblesse des moyens matériels, financiers et humains au nord du pays, le nombre d'élèves par classe, dans l'enseignement secondaire, varie de 90 à 110 élèves pour les établissements du département. Il est vrai que le nord du pays a toujours été nettement moins bien pourvu en enseignants que le sud car beaucoup de fonctionnaires, originaires du sud du pays, ne rejoignent pas leur poste d'affectation dans le nord qu'ils considèrent comme une « terre d'exil » pour eux-mêmes et leur famille. Il existe également, comme dans tout le nord du pays, une sous-scolarisation des filles, phénomène auquel tente de remédier l'UNICEF depuis 1993 via des dons de fournitures et de tenues scolaires et les autorités en organisant des « clubs de sensibilisation ». Malgré cet accès à l'éducation, l'analphabètisme était estimé à 80 % dans le département de Boundiali en 2002 alors qu'il était estimé à 57,8 % pour l'ensemble du pays, .
Du fait de la politique gouvernementale de l'éducation du pays, on retrouve de nombreux élèves originaires de l'est, de l'ouest et du sud dans les deux lycées du département, ce qui contribue au brassage linguistique.
En raison du manque criant d'instituteurs, phénomène constant dans le nord du pays depuis l'indépendance et nettement accentué depuis 2002, ces dernières emploient de nombreux « enseignants bénévoles », lesquels réclament de façon récurrente leur intégration au sein de la fonction publique. Les 101 écoles primaires du département employaient, en 2001-2002, 180 instituteurs pour 171 721 élèves dont 6598 filles (38,43 % de l'effectif scolarisé, le taux national étant de 43,22 %), soit un ratio élèves-enseignants de 95 alors qu'il est de 47 au niveau national.

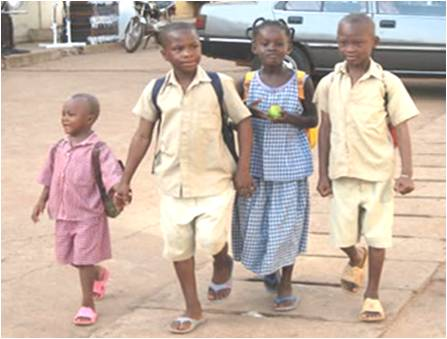
Élèves de l'enseignement primaire, se rendant à l'école.

L'éducation télévisuelle a été expérimentée dans le département durant les années 1970. La tradition orale locale, témoin privilégié de cette malheureuse initiative, utilise parfois le terme de « génération sacrifiée » pour désigner les anciens élèves, nombreux dans le département de Boundiali[réf. nécessaire], ayant suivi cet « enseignement » tout à fait particulier, qui a pourtant donné des résultats très nets,.

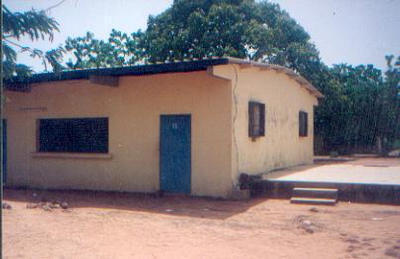
Salle de classe à Boundiali

Le département compte aussi une Institution de Formation et d'Éducation Féminine située au chef-lieu, Boundiali, l'un des 90 centres de cette nature existant dans le pays. Cette institution a pour objet de permettre aux femmes analphabètes, aux jeunes filles non scolarisées ou déscolarisées, aux femmes agricultrices de trouver une opportunité pour le développement d'aptitudes nouvelles permettant leur insertion ou leur autonomisation .
En 1996, une Organisation non gouvernementale, Savane Développement, a créé à Kolia, sous-préfecture située 30 km au nord de Boundiali, une école pour une scolarisation partiellement en langue maternelle : c'est le Centre scolaire intégré du Niéné (CSIN). Dans ce centre expérimental, les élèves reçoivent, du préscolaire à la fin de la première année du primaire, un enseignement en sénoufo ou en malinké, selon leur langue maternelle, et poursuivent par la suite leurs études en français. En 2001, le ministère de l'Éducation nationale a réalisé une évaluation de l'établissement d'enseignement et a décidé d'élargir l'expérimentation à dix autres langues : abidji, agni, attié, baoulé, bété, guéré, dan ou yacouba, koulango, mahou et sénoufo de Korhogo.

### Santé
Le département comptabilise 35 établissements de santé dont un hôpital baptiste privé et un hôpital général à Boundiali, lequel a fait l'objet d'une réhabilitation en 2005 pour un montant de 30 millions de francs CFA, et 4 officines de pharmacie qui alimentent aussi 7 dépôts pharmaceutiques installés dans des villages. Vingt dispensaires ruraux ont été construits avec l'appui de la coopération canadienne mais 5 d'entre eux ne sont pas fonctionnels. Toutefois, le manque de personnel qualifié se fait sentir, comme dans toute la région des savanes puisque pour les 4 départements qui la constituent, ceux de Boundiali, Korhogo, Tingréla et Ferkessédougou, 45 médecins exerçaient en 2001 et seulement 23 en 2005 pour une population totale de 1 215 000 habitants. Le nombre des infirmiers a également baissé de 254 à 67 sur cette même période. Dans toute la région des savanes, on dénombre 93 dispensaires et 51 maternités.
Le département est une zone de grandes endémies, bien que l'onchocercose, couramment nommée ici la « cécité du fleuve », qui faisait des ravages dans les villages situés au bord des rivières et qui est à l'origine du nombre élevé d'aveugles, ait été efficacement éradiquée dans les années 1980 par la pulvérisation massive de pesticides au-dessus des rivières. Comme dans toutes les zones tropicales, l'hépatite due à la qualité aléatoire de l'eau, affecte beaucoup d'habitants, tout comme la bilharziose et le paludisme, propagé par un moustique, l'anophèle femelle. Pour lutter contre ce dernier, des ONG distribuent des moustiquaires imprégnées, la plupart des habitants n'ayant guère les moyens de s'offrir régulièrement quinine ou chloroquine. Toutefois, contrairement à ce qui est observé dans toutes les autres régions de grandes endémies du pays, on ne relève pas d'ulcère de Buruli dans le département de Boundiali, ni dans celui de Tingréla, alors que 22 000 cas avaient été détectés dans l'ensemble du pays en 2006, .
La lèpre sévit encore dans certains villages du département comme dans ceux, voisins, de Tingréla et Korhogo. 856 nouveaux cas ont été dépistés en Côte d'Ivoire au cours de l'année 2007 et 1 367 malades sont actuellement en traitement, selon les autorités sanitaires du pays. En 1984, la « Journée mondiale des lépreux » a été organisée à Boundiali, sous la présidence du professeur Alphonse Djédjé Mady, alors ministre de la santé du gouvernement de Félix Houphouët-Boigny. La polychimiothérapie qui associe trois médicaments est le seul traitement qui guérit véritablement la lèpre. Efficace et gratuit, il est disponible dans tous les centres de santé du pays, dont l'hôpital de Boundiali.

## Économie

### Secteur primaire
Les habitants sont soit agriculteurs, soit éleveurs s'ils ne sont ni commerçants ni fonctionnaires car le pays sénoufo bénéficie d'un climat et de sols très favorables à l'agriculture, en particulier grâce à l'existence de nombreuses termitières qui conduisent à une meilleure productivité du sol. L'essentiel de l'économie du département concerne le secteur agro-alimentaire, la Côte d'Ivoire ayant, depuis longtemps et comme la plupart des pays du tiers-monde, mis l'accent sur l'autosuffisance alimentaire, laquelle a été atteinte dès 1980, à la différence des pays voisins, Guinée, Mali et Burkina Faso en particulier.
Les paysans de cette région, à la différence de ce que l'on constate en Europe, ne sont jamais à la fois cultivateurs et éleveurs. Ce sont des populations différentes qui cultivent la terre ou qui élèvent les animaux. En particulier, ce sont les peuls qui s'occupent des troupeaux de zébus. Ce qui n'empêche pas les cultivateurs, comme d'ailleurs aussi des commerçants ou des artisans, désireux d'investir leurs économies, d'acheter des animaux : ceux-ci sont alors vus comme une caisse d'épargne pour être revendus en cas de besoin (intempéries, mauvaise récolte, maladie, etc.) ou consommés à l'occasion des funérailles.
Le machinisme agricole n'en est qu'à ses débuts. L'essentiel du travail se fait soit au moyen de la « culture attelée » qui mobilise les zébus et améliore les rendements soit à la main, notamment au moyen de l'outil rudimentaire, la houe, ici appelée la daba, avec une importante main d'œuvre féminine : les hommes assurent le défrichage et les labours et les femmes repiquent les plants de riz puis les récoltent et récoltent le coton. Les rares propriétaires de tracteurs n’ont guère fait d’émules, le coût du matériel et les frais d’entretien étant hors de portée. L'agriculture locale est toutefois pénalisée par le fléau que constitue la tradition multi-séculaire des « feux de brousse » allumés à des fins de chasse tous les ans pendant la saison sèche.
La colonisation du territoire avait conduit à la désorganisation de l’agriculture traditionnelle sénoufo pour développer une économie orientée vers l'exportation de produits agricoles non-transformés.

#### Le coton

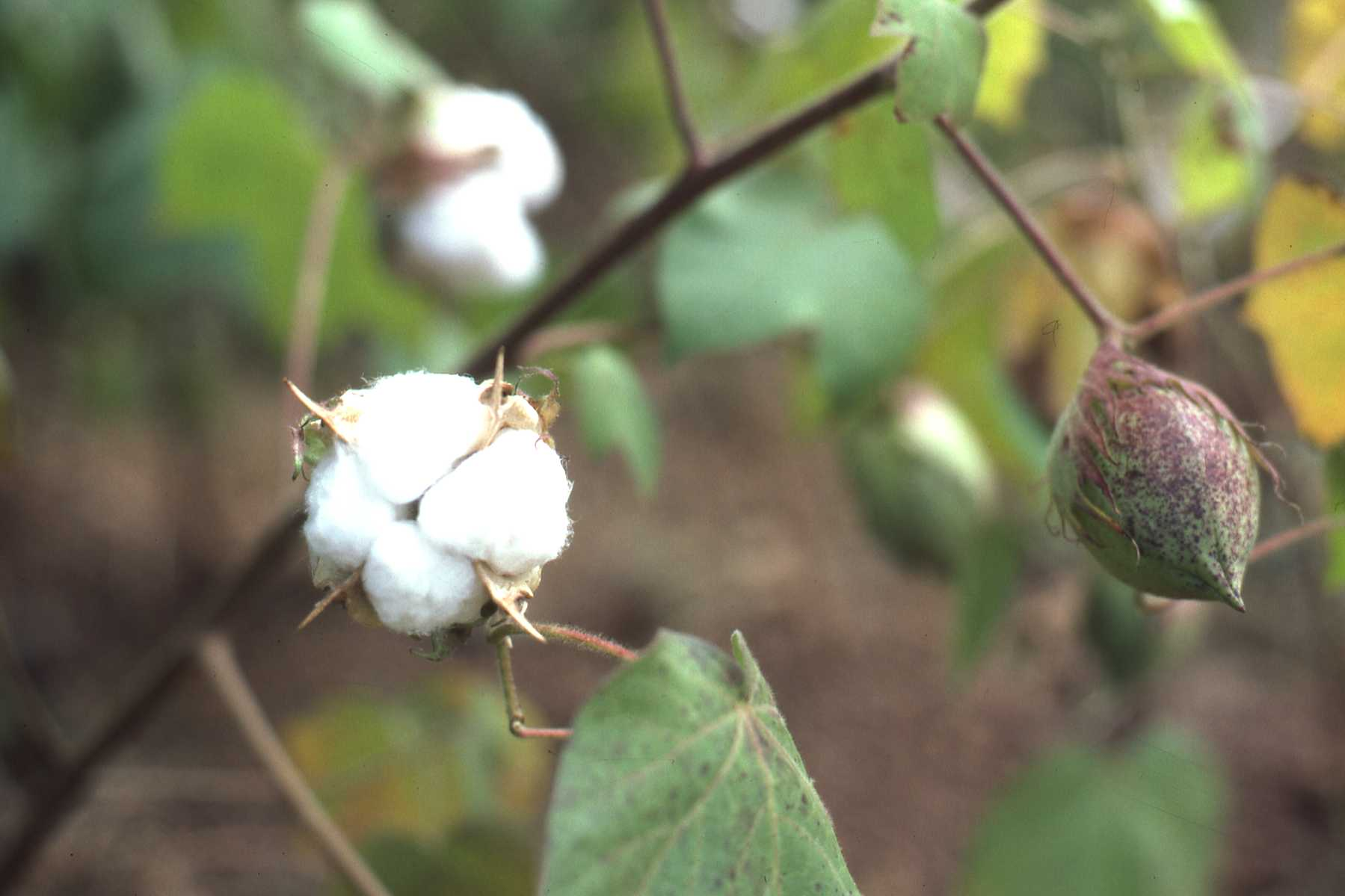
Fleurs de coton

La culture du coton est la plus pratiquée puisque 40 à 50 % des terres exploitées sont emblavées en coton. Déjà ancienne dans la région, cette culture commerciale s'est fortement développée à partir des années 60 grâce à l'action dune société d'économie mixte, la Compagnie ivoirienne de développement des textiles (C.I.D.T.) qui a remplacé la variété « Mono » par la variété « Allen », a distribué gratuitement des engrais aux planteurs et a pratiqué des prix élevés à la production grâce à l'appui de la Caisse de stabilisation, principal organisme d'état du pays jusqu'en 1999. En 2001, sur les 400 000 tonnes produites par la Côte d'Ivoire, troisième producteur africain, le département de Boundiali en produisait environ 45 000 tonnes. Cette production a toutefois considérablement baissé ces dernières années à la suite de la guerre civile qui a secoué le pays à partir de 2002 : 20 000 pour le département de Boundiali sur les 150 000 tonnes produites en Côte d'Ivoire en 2007, , .
Le coton, surtout destiné à l'exportation vers les pays européens est, en un certain sens, une « culture d'importation » : après l'abolition de l'esclavage aux États-Unis, en 1807, les compagnies textiles, face à l'augmentation du coût de la main-d'œuvre dans les plantations américaines, ont imposé cette culture dans les colonies d'Afrique où elle n'existait antérieurement que très modestement pour la seule consommation locale. Les parcelles de coton, remplaçant les cultures vivrières au grand dam de la population locale, avaient été baptisées « le champ du commandant ». Le facteur multiplicateur, entre le prix payé aux paysans locaux et le prix constaté à l'arrivée dans les ports d'Europe, après égrenage et conditionnement, et avant transformation en vêtements bon marché en Europe, est estimé à 70.

#### Autres cultures

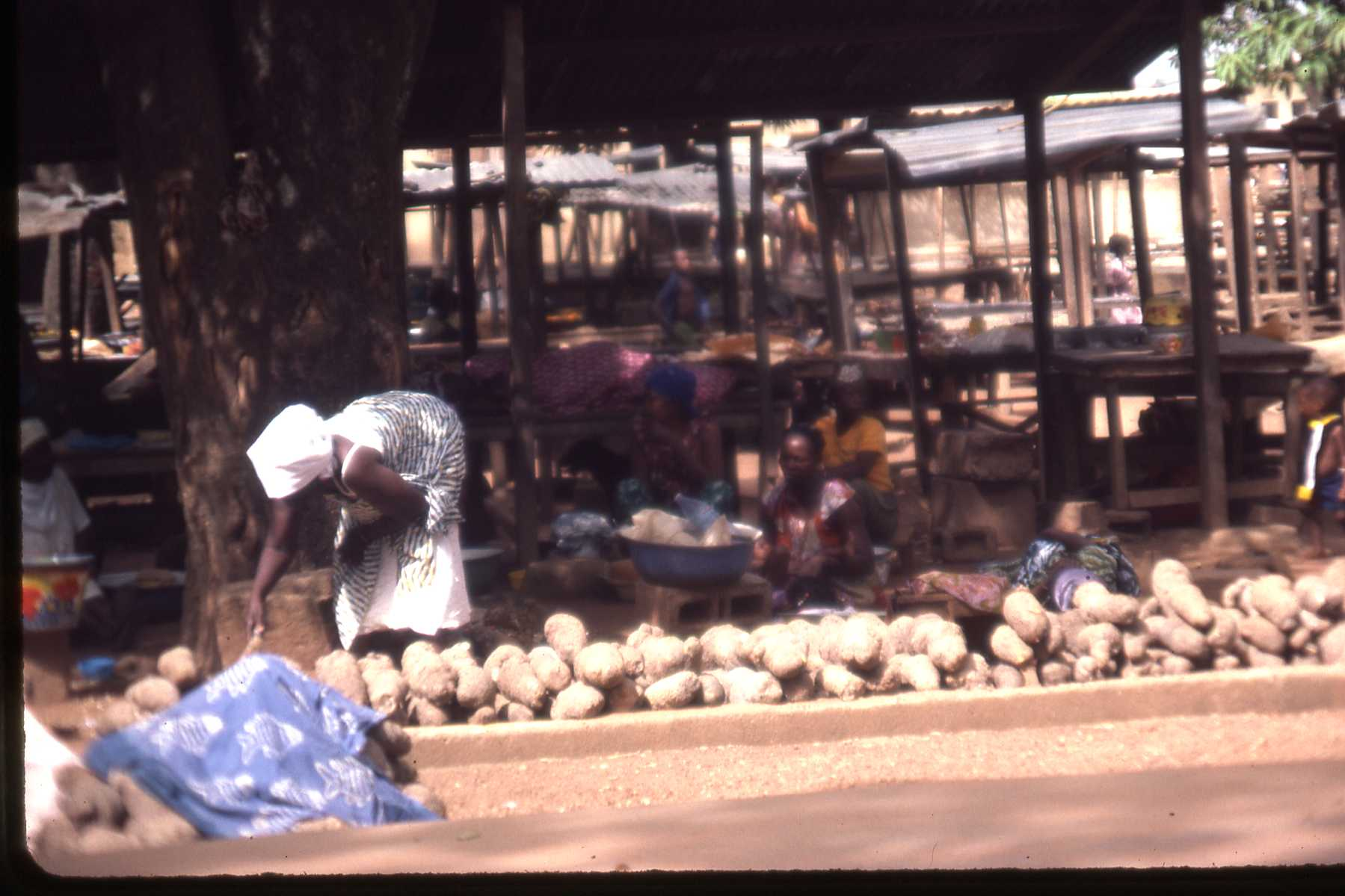
Ignames au marché

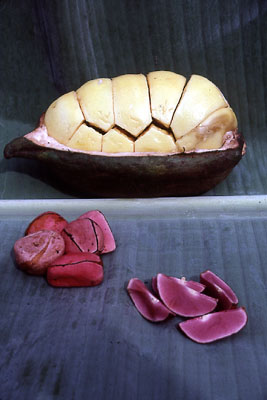
La cola

Les cultures vivrières comme le maïs qui couvre 20 % des surfaces cultivées, l'arachide qui couvre 10 % des surfaces cultivées, le sorgho, le mil, le manioc, la patate douce, le fonio, la banane plantain, l'igname, l'anacarde et le riz sont pratiquées, principalement pour la consommation locale. Dans le département de Boundiali, le riz, qui constitue l'aliment de base en Côte d'Ivoire, n'est pas cultivé dans des rizières, mais sous la forme de riz pluvial, avec un rendement supérieur au précédent, et qui présente l'avantage de permettre deux récoltes annuelles. La production de l'anacarde, dont la Côte d'Ivoire est le premier pays exportateur africain, est passée de 30 000 tonnes avant la guerre à 10 000 tonnes aujourd'hui. Les aubergines, la salade, le piment, les tomates et les oignons, principales cultures maraichères, sont également cultivés de façon intensive sur les rives des nombreux barrages que compte le département pour alimenter le marché local qui en est gros consommateur. Ce secteur des cultures maraichères, essentiellement exploité par les femmes, bénéficie de la coopération allemande via la fourniture de matériel agricole. Dans les années 1980, un projet de développement de la culture d'oignons avait été initié en coopération avec Taiwan. Ce projet fut abandonné en raison de la reconnaissance de la république populaire de Chine par la Côte d'Ivoire qui se traduisit concrètement par le départ immédiat des experts taiwanais. Il a été ultérieurement relancé en sollicitant l'assistance de la FAO pour développer la culture de l’oignon de contre-saison dans le nord avec pour objectif de réduire les écarts entre l’offre et la demande au niveau national. On produit également la noix de cola dont la Côte d'Ivoire est le premier producteur mondial, et qui est abondamment utilisée par les paysans, notamment en période de récolte, en raison de ses propriétés stimulantes. On y produit également le karité qui est consommé localement, sous forme d'huile pour l'alimentation et de produits cosmétiques, ainsi que du tabac.
L'arboriculture fruitières des fruits tropicaux y est également développée avec des vergers d'orangers qui produisent des oranges de couleur verte, de papayers, de citronniers, d’avocatiers, de bananiers, de goyaviers, d'ananas et surtout les mangues dont la Côte d'Ivoire est le premier pays africain exportateur sur le marché européen et le troisième au niveau mondial.

#### Élevage

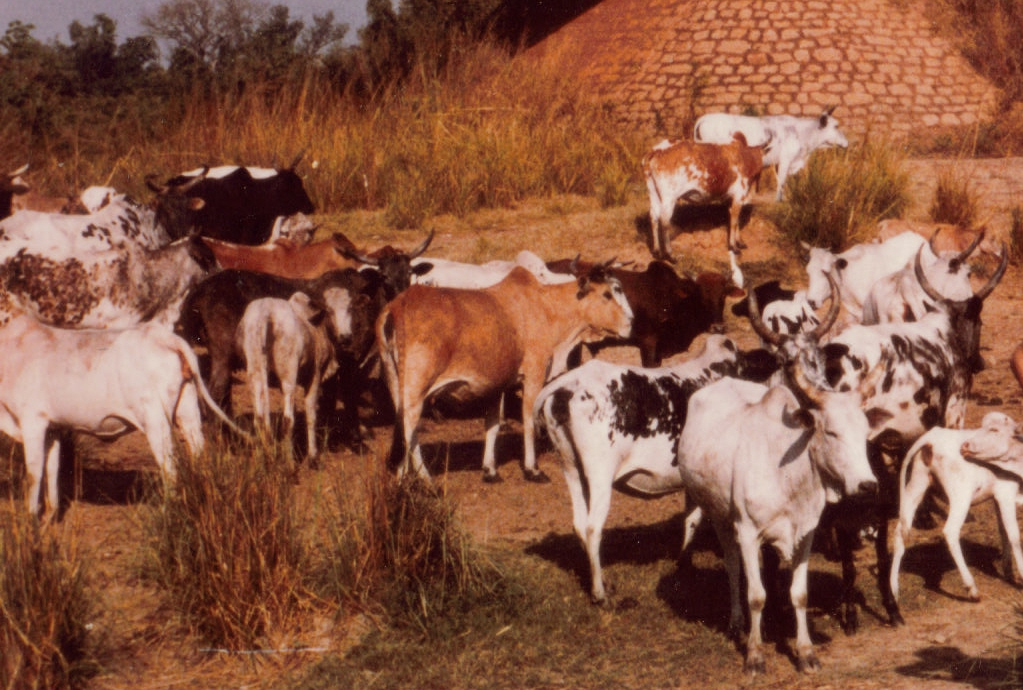
Troupeau de zébus

L'élevage est ici un élevage extensif et de transhumance de zébus et de taurins N'Dama. Quelques fermes d'état, ici dénommées ranchs, ont été établies dans le département : elles regroupent plusieurs villages et campements autour d'une activité d'élevage de zébus . Une activité d'élevage de moutons et d'élevage caprin, essentiellement des chèvres naines locales de race Djallouké, existe également chez les peuls. Pendant la saison des pluies les troupeaux sont dirigés par les pasteurs vers les espaces de savanes boisées afin d'éviter les dégâts aux cultures. Il arrive toutefois que des conflits, parfois violents, éclatent entre cultivateurs et éleveurs peuls lorsque les troupeaux détruisent malencontreusement les récoltes puisque, comme dans la plupart des pays du tiers-monde, il n’y a pas ici de systèmes d'assurance permettant de dédommager les préjudices subis. Ainsi, en 1985, un grave conflit entre cultivateurs sénoufos et éleveurs peuls s'est traduit par des dizaines de victimes. Selon les experts, les plus riches parmi les éleveurs peuls peuvent posséder jusqu'à 2 000 têtes de bétail.

#### Pêche
Une activité halieutique s'est développée sur la rivière La Bagoué et sur les retenues d'eau en avant des nombreux barrages que compte le département. On y pêche de façon artisanale surtout des carpes, des carpes rouges et des capitaines destinés à la consommation locale, mais aussi des silures. Cette activité est pratiquée avec des pirogues légères longues de 5 à 8 mètres, taillées d'une seule pièce dans le tronc d'un fromager, et à l'aide de filets et de nasses. Le poisson est ensuite vendu sur le marché local, après fumage ou grillade.

#### Mines
On trouve dans le département du fer qui est travaillé de façon artisanale dans les villages de Gbon, Kolia et Kanitélégué, de l'or, du mercure, du nickel et du cuivre mais aucune exploitation industrielle n'a encore été entreprise.

### Secteur secondaire

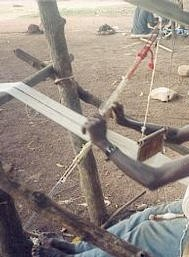
Métier à tisser traditionnel

À la suite du désengagement de l'État ivoirien des activités productrices de coton, il a été créé le 23 août 1998 par le consortium IPS (WA) et la société Paul Reinhart Ag, la société Ivoire Coton, groupe privé à capitaux israéliens et suisses, qui est propriétaire à Boundiali de deux usines d'égrenage de coton présentant chacune une capacité de traitement de 70 000 tonnes par an : Boundiali 1 et Boundiali 2. Outre leur personnel permanent, ces deux usines emploient beaucoup de saisonniers, notamment des ressortissants burkinabés. Le coton constitue la principale richesse de la région, au point d'y être appelé l’« or blanc ».
De façon artisanale, de nombreux tisserands transforment le coton en pièces de tissu et les couturiers fabriquent ensuite des boubous, des pagnes et des vêtements de toute nature sur mesure à la demande des clients et clientes, la couture étant ici une activité pratiquée par les hommes.
Dans de nombreux villages, les forgerons travaillent le fer dans des hauts fourneaux artisanaux pour fabriquer de nombreux objets utilitaires.

### Secteur tertiaire
Comme dans tous les pays du tiers-monde en voie de développement, une grande partie de l'économie locale se situe dans le domaine que les économistes qualifient d'économie informelle avec ses nombreux « petits métiers ».

#### Transports

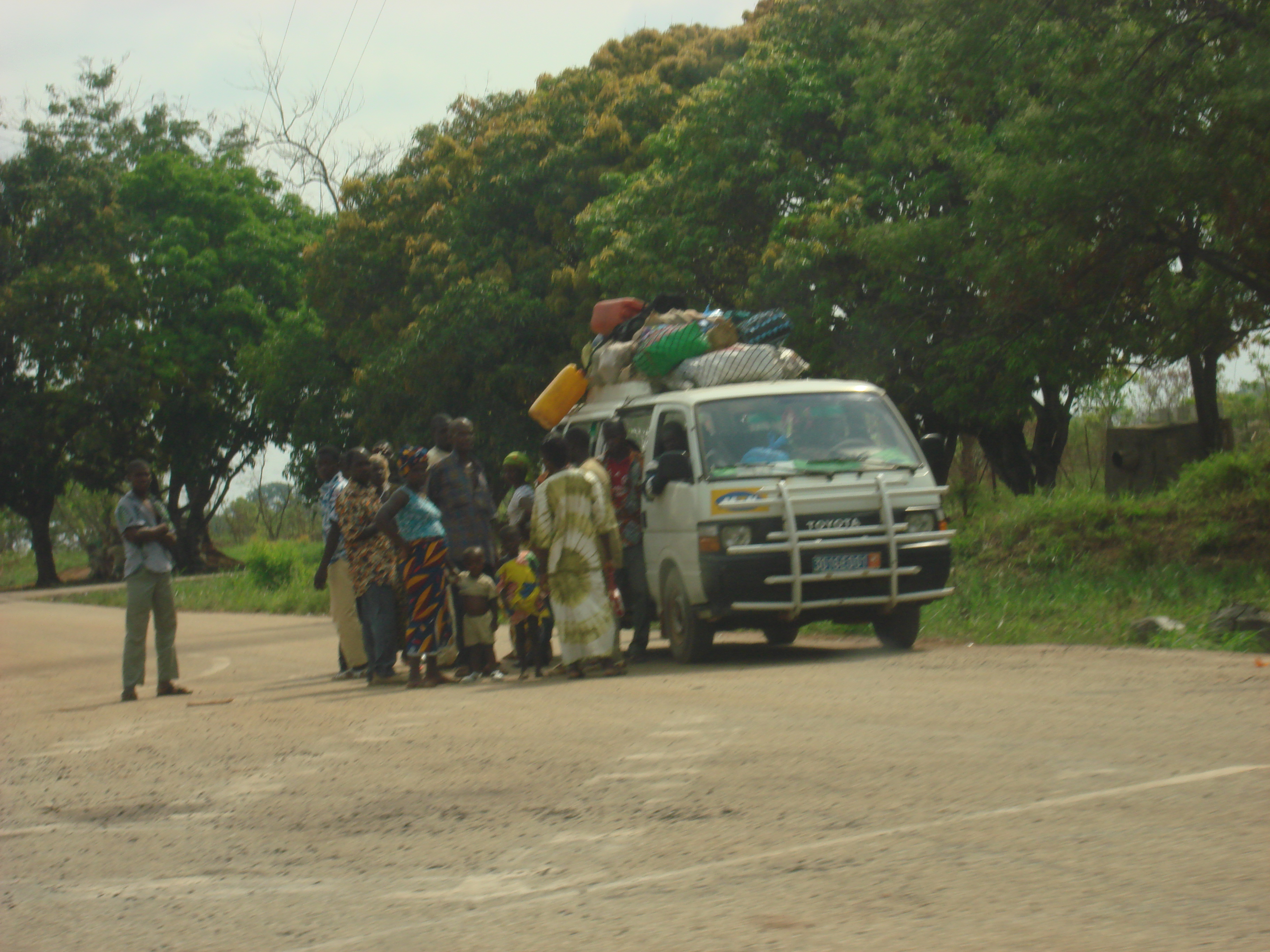
Taxi-brousse en Côte d'Ivoire

Le département dispose d'un aéroport (code OACI : DIBI et code AITA : BXI) situé à Boundiali qui met Abidjan à 2h30 de vol et dont la piste est en latérite. Comme chacun des 14 aéroports du pays, il est géré par un établissement public, l’Anam (Agence nationale de l’aviation civile et de la météorologie). Avant 2002, un avion quotidien reliait cet aéroport à Abidjan. Toutefois, depuis le déclenchement de la crise, il n'est plus réellement accessible puisque seules cinq plateformes de transport aérien sont encore desservies régulièrement en Côte d'Ivoire : Abidjan, San-Pédro, Yamoussoukro, Daloa et Tabou.
Le département est traversé par quatre pistes principales en latérite reliant Boundiali à Odienné, Tingréla, Séguéla, Mankono et une route bitumée la reliant à Korhogo. Des autocars de différentes compagnies assurent le voyage régulier aller-retour depuis la ville de Boundiali vers les autres localités ivoiriennes. Des cars effectuent des voyages réguliers entre la Région des savanes et des villes extra-ivoiriennes dont Bobo-Dioulasso au Burkina Faso. Les principales villes chefs-lieux des départements éponymes voisins (Odienné, Tingréla, Korhogo, Séguéla) sont aussi reliées à Boundiali au moyen de taxis brousse allant de 9 à 22 places assises et de gbakas. Il n'est pas rare que ces taxis brousse affichent sur leur flanc la devise colorée du chauffeur : « trompe la mort », « Sababoum madogo » (qui signifie, littéralement : « Petit à petit, l'oiseau fait son nid »..), etc. Depuis la crise ivoirienne de 2002, il s'est développé, sur le modèle burkinabé, le système des « moto-taxis », devenus populaires dans tous les départements du nord de la Côte d'Ivoire en raison de leur prix forfaitaire modéré, à défaut de l'existence de compagnies de taxis.

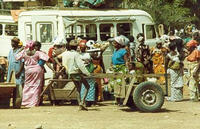
Taxi-brousse et pousse-pousse

Mais le département n'échappe pas au syndrome du nord ivoirien s'agissant des voiries : peu de voies sont bitumées, les routes sont souvent en latérite. Dans les années 1990, il avait été envisagé, et annoncé par les premiers ministres de l'époque, Daniel Kablan Duncan et Pascal Affi N'Guessan, le bitumage de la piste vers Odienné, avec prolongation jusqu'à Kankan en Guinée, mais la crise de 2002 a interrompu le projet. Ce problème a été évoqué par le président de la république Laurent Gbagbo, lors de sa visite historique dans le nord en novembre 2007, ,  : Il a lancé le projet de bitumage de la route entre Boundiali et Tingrela dont le coût estimé est de dix milliards de francs CFA. Il est vrai que, dans cette région du monde, le coût d'un kilomètre de bitume est estimé, en moyenne, à 100 millions de Francs CFA, soit environ 1,6 million d'euros. Le lancement des travaux de bitumage, marqué par une nouvelle visite de Laurent Gbagbo, a eu lieu le 18 juillet 2008.

#### Commerce

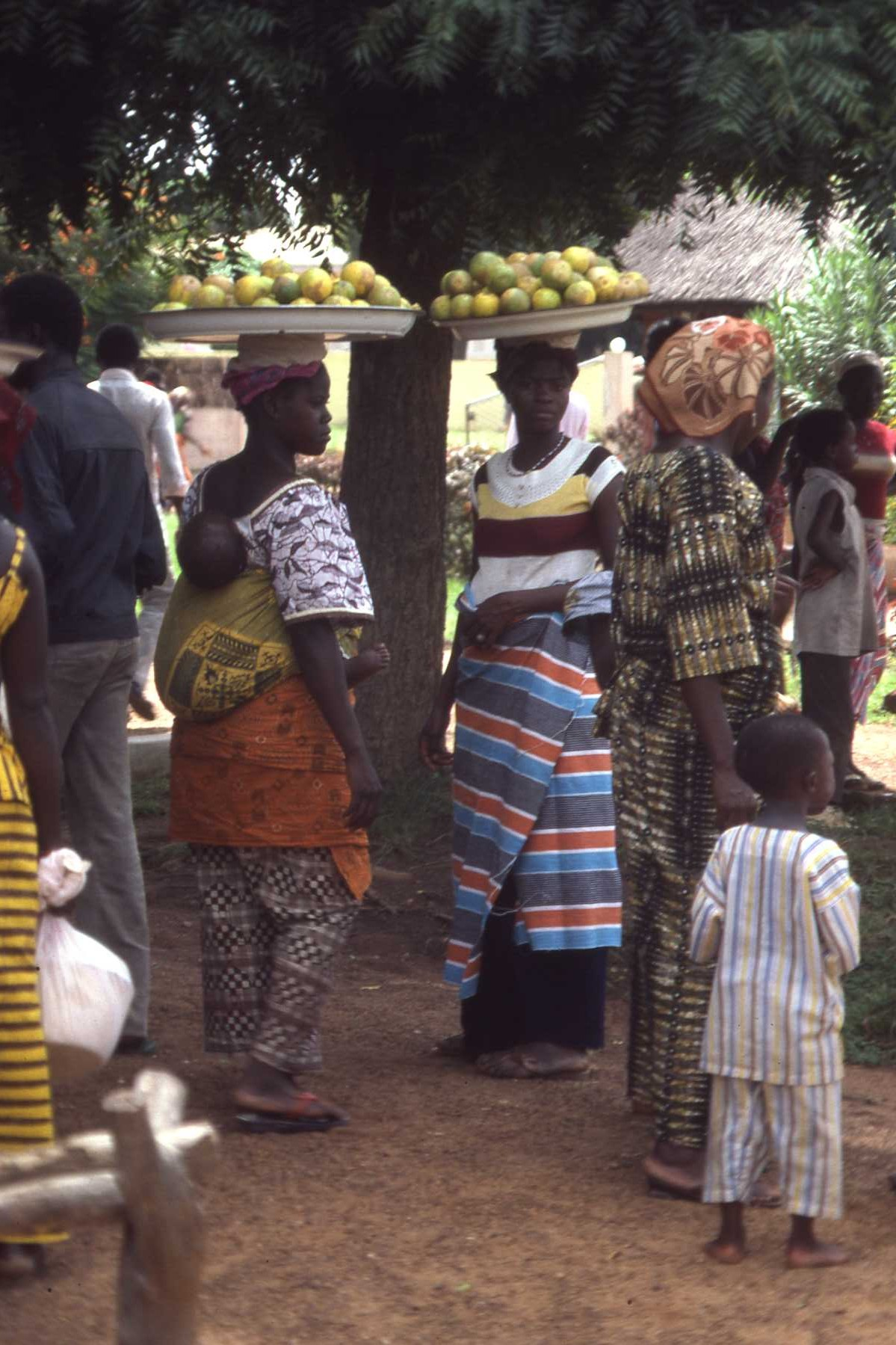
Marché de Boundiali.

Chaque chef-lieu de sous-préfecture dispose d'un marché mais le principal, et le mieux achalandé, du département se situe à son chef-lieu : Boundiali est équipée en son centre d'un marché dont l'activité est quotidienne mais qui culmine le samedi lorsque les villageois des alentours viennent s'approvisionner et y vendre leur production. Comme partout en Afrique, il est d'usage de discuter le prix. Les marchandises, entre le taxi brousse et l'étal des vendeurs ou vendeuses, sont la plupart du temps transportées par des pousse-pousse, lesquels sont parfois tirés par des enfants, le travail des enfants étant ici très répandu, par la force des choses, puisque la scolarisation, pour beaucoup, cesse vers 13 ou 14 ans. Elle compte aussi un supermarché, ce qui n'est pas le cas de beaucoup de villes analogues de Côte d'Ivoire. Il est géré par la Compagnie du nord de Côte d’Ivoire (CNCI) qui assure aussi de façon monopolistique la distribution alimentaire dans les sous-préfectures du département.
Après la prise de contrôle de tout le nord du pays par les Forces nouvelles de Côte d'Ivoire en 2002, le commerce transfrontalier avec le Mali et surtout le Burkina Faso s'est considérablement développé, l'approvisionnement par le sud étant devenu très difficile et aléatoire. Il en a résulté une moindre taxation des marchandises, la vie devenant ainsi meilleur marché au nord qu'au sud, contrairement à la situation qui prévalait antérieurement, même si la pratique de la « taxation directe à la source », très répandue dans les pays du tiers-monde, perdure comme dans la partie sud du pays, au détriment du niveau de vie de la population,.

#### Banques
Deux des principaux établissements du réseau bancaire ivoirien disposent d'une agence à Boundiali : BNI (Banque Nationale d'Investissement), BACI (Banque Atlantique de Côte d'Ivoire)
Les divertissements nocturnes du département, le Boundiali by night, se limite à deux discothèques ouvertes le week-end à Boundiali. La ville, comme la plupart des villes d'Afrique, compte également de nombreux maquis et des allocodromes.
Le tourisme, en Côte d'Ivoire, n'a jamais vraiment été développé pour en faire un véritable industrie économique. Le pays ne figure pas parmi les destinations habituelles des voyagistes. Toutefois, avant 2002, Boundiali était une ville étape d'un circuit touristique autour du pays pour quelques groupes de touristes européens venus du sud. Il leur était par exemple proposé une version édulcorée du N'Goron (art chorégraphique du peuple sénoufo) exécutée par les troupes de danseurs des hameaux environnant.
Les voyageurs étaient logés à l'hôtel Le Dala, récemment renommé Le Dalaba, (en langue sénoufo, dala signifie littéralement « La terre ») qui avait la particularité d'être la propriété d'une coopérative regroupant plusieurs centaines d'habitants de la ville, respectant en cela la tradition sénoufo de la propriété collective, avant d'être cédé à un propriétaire privé. Cet hôtel a été construit dans une architecture originale imitant l'habitat sénoufo de la région avec des chambres-cases rondes couvertes d'un toit de chaume. Les cases portant le nom d'un des villages environnants sont disposées autour d'une immense case-paillote abritant le bar et le restaurant. L'hôtel est équipé de l'unique piscine du département. Dans les années 1970, il avait accueilli les deux principaux personnages de l'état ivoirien, le président de la République, Félix Houphouët-Boigny et le président de l'Assemblée nationale, Philippe Yacé, à l'occasion de l'unique visite des plus hautes autorités du pays dans le département.

## Infrastructures
Depuis la gare routière de Boundiali, des compagnies de bus et des taxis brousse relient le chef-lieu du département aux localités voisines. Une compagnie de bus, STK, relie directement la ville de Boundiali à Abidjan. Il arrive toutefois que ces bus soient victimes des « coupeurs de route ». La ville est équipée d'un aéroport dont la piste a été construite en latérite (code AITA : BI, code OIAC DIBI). Dans les années 1980, un vol quotidien de la compagnie Air Ivoire reliait la ville à la capitale économique du pays, Abidjan.
Le département est équipé de 40 barrages. Les autorités envisagent la construction d'un nouveau barrage, pour un coût estimé de deux milliards de francs CFA afin de permettre l'approvisionnement en eau potable d'un maximum de localités. Il ne comporte que 49 kilomètres de routes bitumés pour 1 894 kilomètres de pistes en latérite. Il est vrai que, dans cette région du monde, le coût d'un kilomètre de bitume est estimé, en moyenne, à 100 millions de franc CFA, soit environ 1,6 million d'euros. Sur les 112 localités rurales que compte le département, seules 27 sont électrifiées. Certains des villages qui ne disposent pas de l'électricité se dotent de groupes électrogènes.

## Sports
Le football est le sport roi en Côte d'Ivoire. Les compétitions sportives se déroulent exclusivement au chef-lieu du département, les autres localités ne disposant d'aucune infrastructure spécifique : avant la guerre civile qui a scindé le pays en deux territoires à partir de 2002, la ville de Boundiali disposait d'un club de football, l'Élan sportif de Boundiali, évoluant en « 2e division nationale », actuellement dénommée MTN Ligue 2, et disputant ses matchs sur le terrain du stade Ténéouré. En 2008, le club évolue en Championnat de division régionale, équivalent d'une « 4e division » . Comme dans la plupart des villes du pays, il est organisé, de façon informelle, des tournois de football à 7 joueurs qui, très populaires en Côte d'Ivoire, sont dénommés Maracanas.
Le handball est également pratiqué, particulièrement par les filles, élèves des lycées du département, ce sport étant très en vogue dans le pays en raison des bons résultats de l'équipe nationale au niveau continental, victorieuse à deux reprises de la Coupe d'Afrique.
En 2008, Boundiali a constitué une ville-étape du Tour de l'or blanc, de retour dans le nord du pays après plusieurs années d'absence en raison de la crise de 2002. Pour la première fois de son histoire, le département accueillait une épreuve nationale du calendrier cycliste ivoirien.

## Culture
À la différence de beaucoup de villes africaines dotées de simples cinémas en plein air, la ville de Boundiali dispose d'une salle de cinéma qui est la seule du département. L'essentiel de sa programmation repose sur des films de karaté, des films égyptiens ou des films indiens venus de Bollywood, très appréciés en Afrique de l'Ouest comme dans la plupart des pays du tiers-monde. 

Un peintre local, reprenant une très ancienne tradition familiale, a développé un style original de peintures représentant la vie de la région et de ses habitants dans un genre tout à fait différent de celui des célèbres « toiles de Korhogo ». Elles sont élaborées en « peinture naturelle », à base de plantes, notamment d'indigo, sur des bandes de coton cousues entre elles que lui procurent les tisserands locaux. 

Le département de Boundiali est aussi le lieu de naissance de Muriel Diallo, auteur de contes pour enfants, de la chanteuse mandingue Aicha Koné, originaire de Gbon, de la chanteuse Teeyah, et de l'écrivain ivoirien, Ahmadou Kourouma, lauréat à deux reprises, en 1969 et 1991, du Grand prix littéraire d'Afrique noire. Il est l'auteur de : En attendant le vote des bêtes sauvages, Allah n'est pas obligé, récompensé par le prix Renaudot en 2000, et surtout Les Soleils des indépendances, écrit en 1968 en réaction aux régimes politiques africains issus de la décolonisation et qui lui valut quelques « soucis » dans son propre pays le forçant à s'exiler pendant plusieurs années.
 
Deux groupes de balafon du département, le « Bologo » et le « Benkadi », font également le bonheur des nombreux festivals organisés sur ce thème en Afrique de l'Ouest.

Dans le département, seules les villes de Boundiali et Kolia sont dotées d'un centre culturel et la ville de Boundiali est seule à posséder une librairie. Au centre de Boundiali s'élève une mosquée de style soudanais, style d'architecture introduit dans l'empire du Mali au XIVe siècle.

### L'«Art Africain»

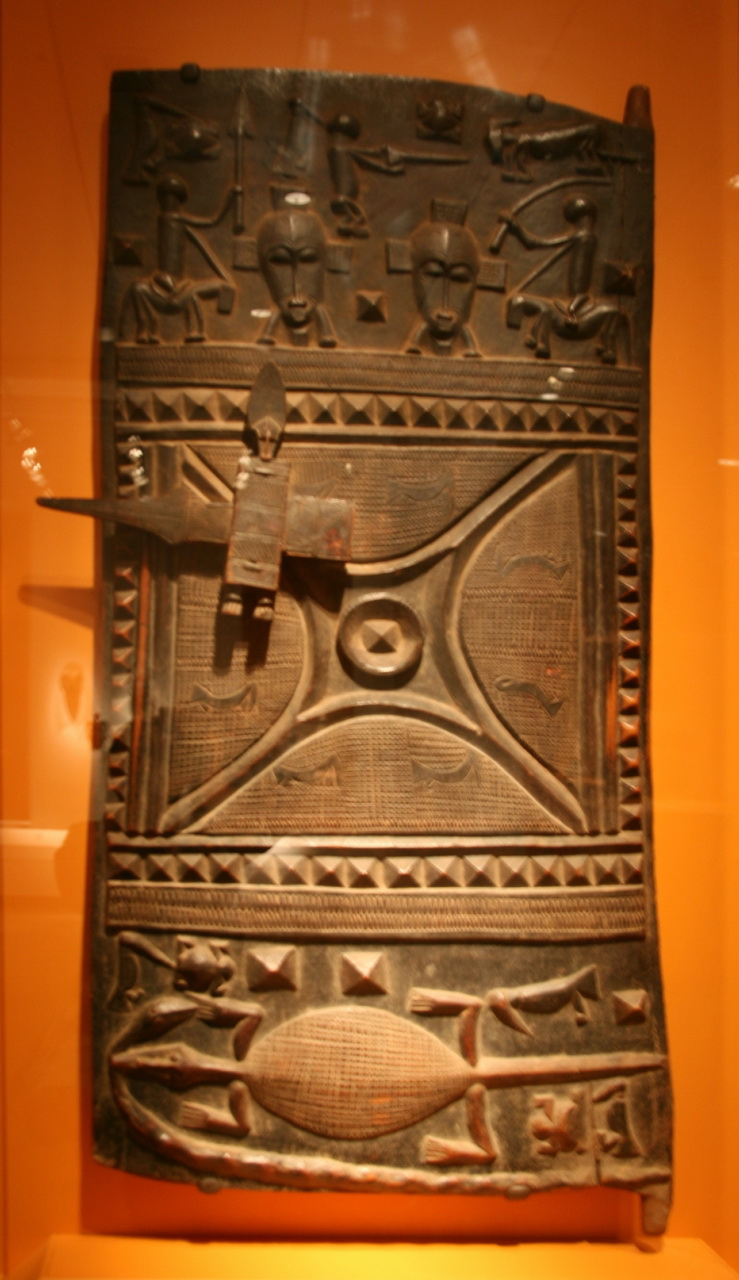
Porte en bois, Boundiali, 1920

Les civilisations africaines ont toujours privilégié la fonction à la forme, la beauté n’étant pas recherchée en soi. Ce que les collectionneurs « du Nord » appellent « l’art africain », voire, étonnamment, les « arts premiers », désigne en fait des objets usuels ou culturels qui, désacralisés ou inutilisés aujourd’hui, sont exposés ou vendus comme pièces de collections. Il en va ainsi, pour le département de Boundiali, des « chaises sénoufos » et des « portes sénoufos », fabriquées en Iroko, en teck ou en bois de fromager, joliment décorées et stylisées, toujours fabriquées sur commande pour une personne déterminée, et dont l'usage premier est d'abord utilitaire.

### Traditions
Traditionnellement, l'Ivoirien, comme dans la plupart des sociétés africaines, se sait débiteur de l'association humaine, trouvée autour de lui à sa naissance, qui l'a guidé et initié à la vie. Il en résulte un culte des ancêtres et un respect du passé. La tradition orale est très développée : les griots constituent la mémoire des villages. Les conflits et les problèmes de famille ou de voisinage sont souvent résolus en prenant conseil auprès des anciens, réputés « sages », réunis au pied de l’« arbre à palabres », souvent un baobab, qui trône dans chaque village. En Afrique, le mot « vieux » n’est pas péjoratif, bien au contraire : il désigne les « anciens », respectés, qui ont acquis la « sagesse » et qui, par conséquent, peuvent prodiguer des conseils avisés. C'est la raison pour laquelle leurs « décisions » sont suivies d'effet, même si elles n'ont pas de valeur légale, au sens où on l'entend ordinairement en Europe.
Les villages sénoufos forment autant de terroirs autonomes et indépendants sans pouvoir hiérarchisé ou centralisé. C'est une société lignagère à forte accentuation matrilinéaire, l'autorité à l'intérieur du clan revenant au patriarche. Dans la société sénoufo traditionnelle, il n'existe pas de propriété individuelle de la terre : le « chef de village », aussi appelé « chef de terre » ou « Dalafôl » en langue sénoufo, attribue les lopins de terre à exploiter aux familles en fonction de leurs desiderata et de leurs besoins, lesquelles familles exercent ensuite un droit d'usage inaliénable. Cette pratique foncière des sénoufos interdit de facto toute spéculation sur la terre qui ne peut être ni vendue ni échangée et dont on n'accorde, éventuellement, aux « étrangers » que l'usufruit, concession toujours limitée dans le temps, et jamais la propriété. Cette concession est assortie de l'interdiction, tout un symbole, de planter un arbre ou de creuser un puits, ce qui vise à empêcher toute velléité de revendication de propriété de cette terre. Ce « chef de terre » est un descendant du lignage fondateur du village ; il est gardien et dépositaire du fétiche du village. Ses prérogatives s'exercent dans le domaine foncier et plus généralement à tout ce qui a trait à la terre. Pour autant, malgré ces prérogatives, il n'est pas un chef politique. Au sein d'une famille, l'ainé exerce une ascendance morale et spirituelle sur les autres membres. C'est lui qui protège le fétiche familial et veille aux rituels qui lui sont dus. Il organise par ailleurs les travaux agricoles collectifs et il représente la famille à l'extérieur.
Dans tous ces villages sont fabriquées des statues qui imitent soit le corps humain soit celui des animaux, notamment le calao qui est considéré comme un animal fétiche par les sénoufos, mais aussi des tortues, des caméléons, des sauriens, des reptiles. Les sauriens et les reptiles sont considérés, dans la tradition animiste, comme étant les ancêtres vivants de toute espèce sur terre. On y sculpte aussi des portes en bois et des chaises sénoufo, la plupart du temps en teck ou en fromager. De nombreux forgerons dioulas réalisent également de petits masques en cuivre (masque kpélié très stylisé) et des petits personnages très expressifs en bronze.

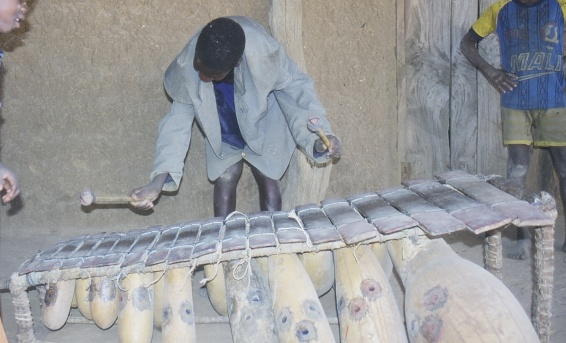
balafon
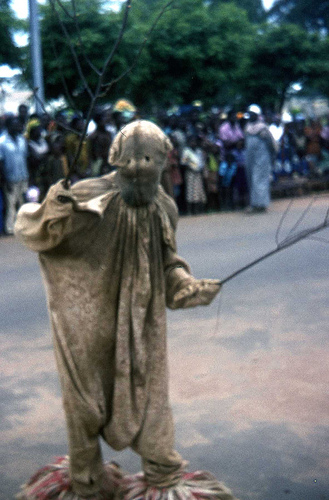
« homme-panthère »
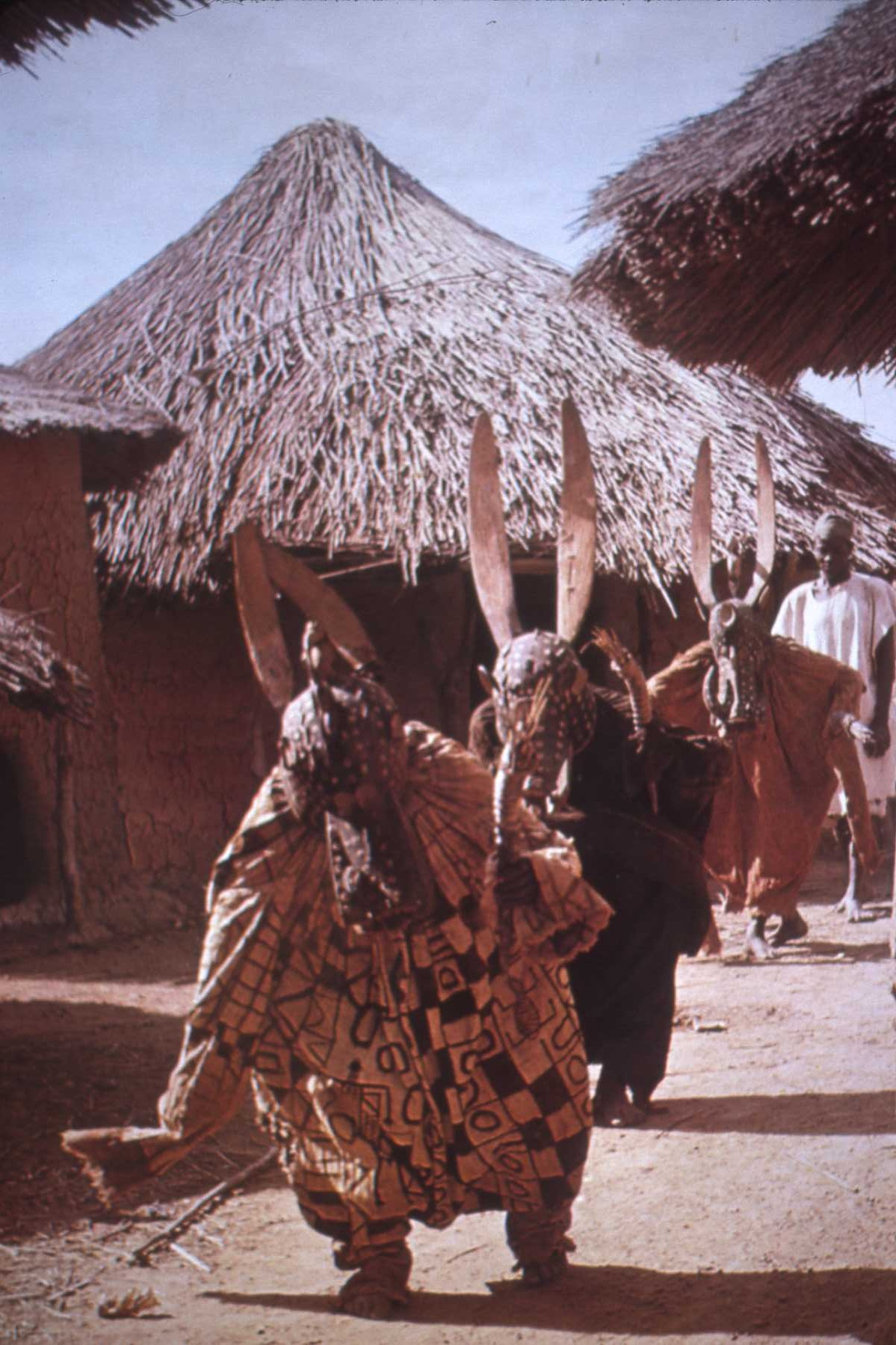
Danse de la région de Boundiali

Les danses traditionnelles, également présentes à chacune des cérémonies de la région, sont le N'Goron, danse sacrée accompagnée de la musique du balafon et du tam-tam, et le Boloye, également appelé « danse des hommes-panthères » car l'habit du danseur imite fidèlement le pelage de ces félins, et qui est exécuté à la clôture des rites initiatiques ou lors de la sortie du « bois sacré ». La « danse des hommes-panthères » est une danse d'acrobaties composée de sauts, de déplacements latéraux, de mouvements de toupies, de chutes, etc. et elle est toujours accompagnée de la musique de la kora et de celle du Tchali, une calebasse entourée de colliers de perles.
La musique du djembé, de la kora et du balafon est particulièrement présente à chacune des nombreuses cérémonies célébrées dans la région, notamment à l'occasion des mariages coutumiers ou des funérailles organisées selon le rite senoufo.

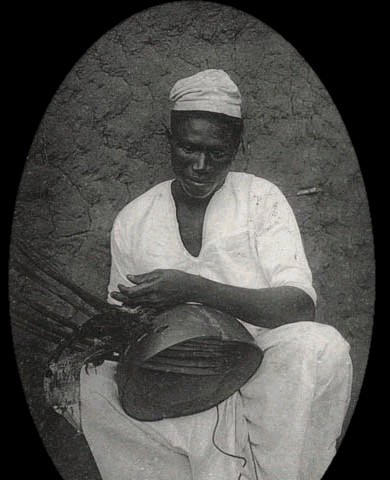
Joueur de Kora
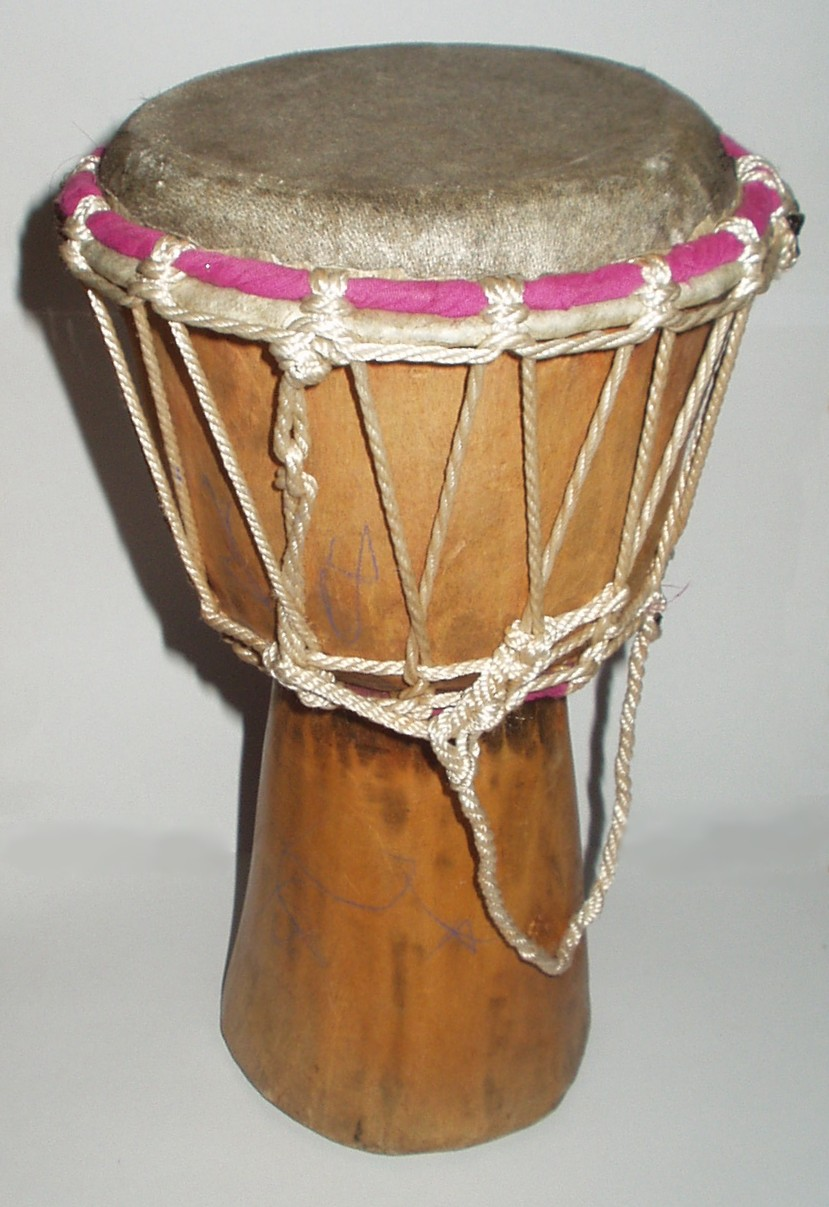
Djembé
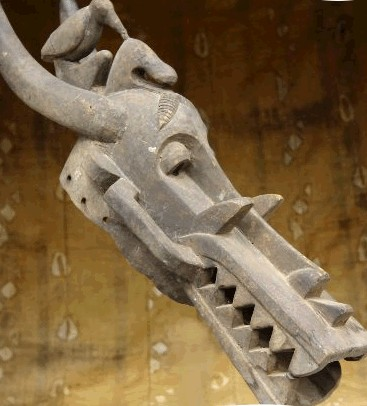
Masque Waniugo de la région de Boundiali

Comme dans tous les villages africains, les masques revêtent une importance primordiale et sont associés à une danse spécifique : les masques-heaumes zoomorphes sont appelés Wanyugo et sont utilisés dans le cadre du « Poro » ; les masques Kpélyé (Le mot Kpélyé vient du terme sénoufo Gpélé qui signifie surprendre) sont utilisés lors des funérailles. Leurs danses accompagnent des récits de la vie du défunt et des libations qui durent en général toute la nuit.
Le panthéon religieux des sénoufos comprend le dieu fondateur de tout, « Koutyolo ». Selon la tradition, ce dieu s'est endormi et n'intervient plus dans les affaires du monde. Son pendant féminin est « Katiéléo » qui est la mère tutélaire du village et la protectrice du « bois sacré ».
Dans la tradition sénoufo, les jeunes garçons étaient initiés par le cercle des anciens « Poro » durant 3 cycles d'une durée de 7 ans chacun dans un « bois sacré » : de 12 à 19 ans pour une pré-initiation, de 19 à 26 ans puis de 26 à 33 ans, ce dernier âge constituant le début de la sagesse. Cette initiation était l'école de la vie pour devenir des hommes, c'est-à-dire pour se rendre utile à la société : elle servait à dispenser la culture générale, la médecine, et tout ce qu'un sénoufo, doit savoir. À l'issue de cette période, les « initiés » dansent le N'Goron et l'apprennent aux jeunes filles de leur génération qui l'utilisent comme une danse d'accueil ou de réjouissance,. Le « Poro » aura permis de conserver et de perpétuer l'antique aspect culturel du sénoufo contre les assauts simultanés de la civilisation occidentale et du coran, selon B. Holas. Cette tradition a été aménagée pour tenir compte des nécessités du monde moderne qui mobilise les jeunes à l'école.
Les chasseurs traditionnels sénoufos sont regroupés dans la confrérie des Dozos. Avec leurs fusils à poudre et à un coup, ils avaient la réputation d'être jadis de redoutables chasseurs d'éléphants. Aujourd'hui, comme dans la majeure partie de l’Afrique, il ne reste dans la région que le petit gibier : lièvre, perdrix, canard sauvage, singe, …, l'essentiel des éléphants survivant encore en Côte d'Ivoire ayant été regroupé dans le Parc national de la Comoé situé au nord-est du pays et placé sous l'étroite surveillance, en principe, des gardes forestiers. Cette confrérie des Dozos, qui nécessite une initiation particulière pour y entrer, est très structurée et très hiérarchisée et ses membres jouissent d'une grande respectabilité. Ils sont particulièrement craints pour les « pouvoirs mystiques » qu'ils possèderaient : « faculté d'ubiquité, d'invisibilité, de métamorphose, d'invulnérabilité aux armes ». Mais ce statut est aussi contraignant puisqu'il s'accompagne d'interdits devant être scrupuleusement respectés. Les Dozos, facilement reconnaissables par leur uniforme marron, décoré de nombreux « gris-gris » ou « fétiches », leur chapeau tressé et leur fusil à un coup fabriqué traditionnellement, représentent une corporation de près de 100 000 hommes, ancienne puisque datant du XVIe siècle. Il est à noter que la chasse a été déclarée illégale sur tout le territoire de Côte d'Ivoire en 1974...Dans le contexte de la crise politico-militaire de 2002, les Dozos se sont très largement engagés aux côtés des Forces nouvelles.
Parallèlement au développement rapide, y compris en Afrique, des hautes technologies de télécommunication, mondialisation oblige, le tam-tam demeure traditionnellement utilisé pour transmettre les idées, les ordres, un sentiment, une nouvelle ou une invitation de village à village.

## Les villages du département
Les villages du département de Boundiali peuvent compter plusieurs milliers d'habitants, à la différence d'autres villages sénoufos du Nord du pays qui sont parfois minuscules.
L'habitat est constitué de cases rondes, ovales ou rectangulaires en banco avec un toit de chaume, parfois fermées de portes finement sculptées. Leur mobilier est souvent rudimentaire (tabouret bas, chaise, lit…), mais elles sont équipées d'un abondant matériel ménager (calebasses, canaris, pilons en bois, paniers, masses pour le broyage, fours, métiers à tisser…). Au sein des villages sont édifiés des appatams, abris traditionnels, ainsi que des greniers à mil, qui, outre son usage nutritif après avoir été décortiqué et pilé pour fabriquer le tô, est aussi utilisé pour fabriquer une bière très forte appelée le tchapalo. Chaque village comporte soit un « arbre à palabres », soit une « case à palabres », lieux où les anciens se réunissent autour du « chef du village » pour discuter et régler les conflits relatifs à la vie de la communauté.

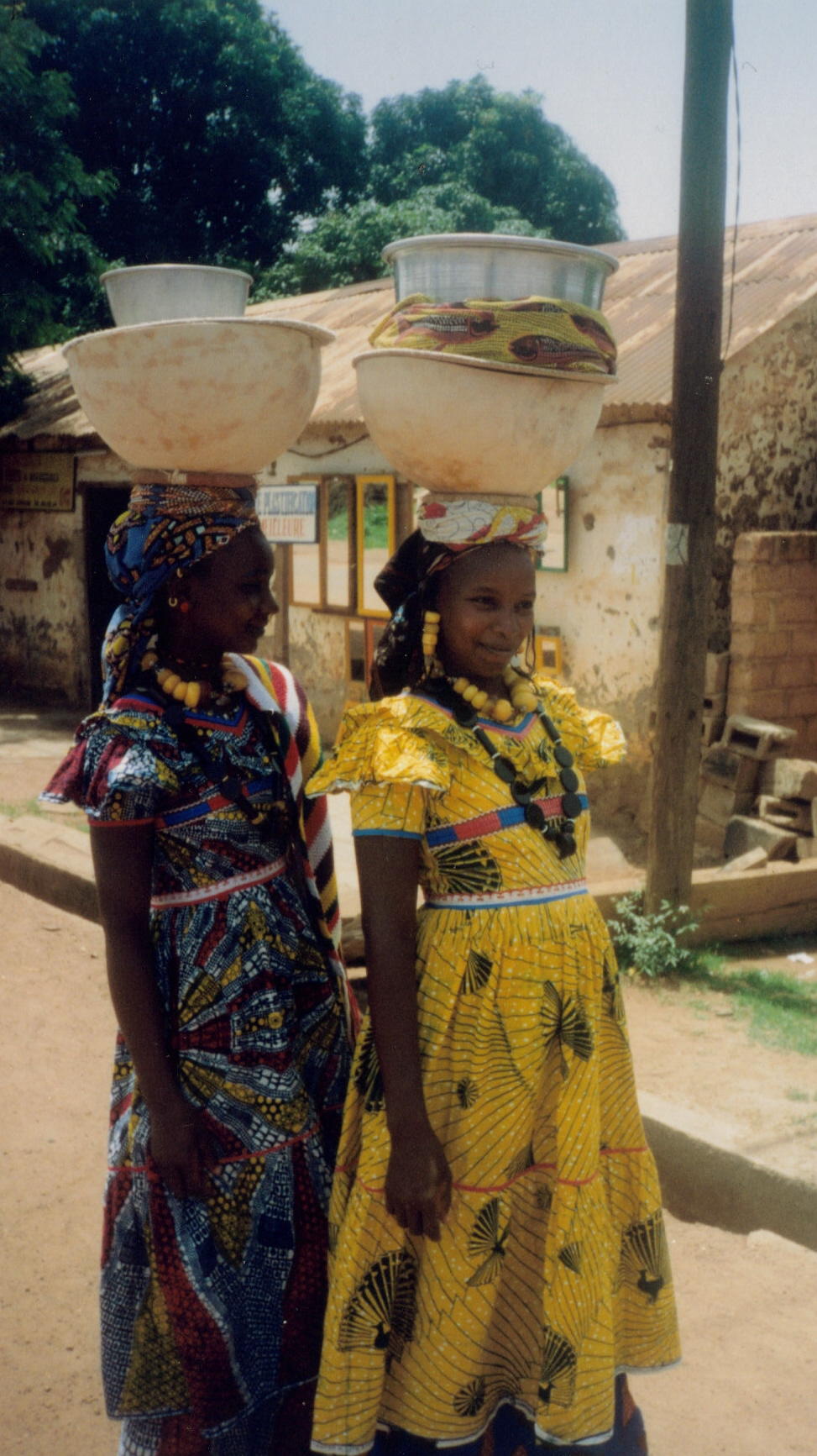
Femmes peuls au marché de Boundiali.

On y trouve aussi, quelques campements peuls, peuple nomade qui a toujours opposé une résistance farouche à la colonisation. Ils refusèrent très longtemps la scolarisation. Leur arrivée dans la région remonte au début des années 1960. Ils se sont installés dans la savane : leurs cases y sont constituées d'un toit de paille soutenu par des branches et le sol est tapissé de sable, symbole du désert de leur origine présumée. Rarement désigné par son patronyme, « le Peul » et sa famille vivent souvent de manière isolée. La plupart des familles résident dans des campements qui sont placés sous l'autorité de l'homme le plus âgé. Les rares peuls installés dans des villages « en dur » ne parlent la plupart du temps pas la langue sénoufo.
L'activité principale des hommes est l'élevage des zébus, dont certains leur sont confiés par des cultivateurs sénoufos. S'y ajoute une petite activité, localisée autour du campement, de culture de maïs et de sorgho dans un contexte de subsistance familiale.
Les femmes portent de somptueux colliers en ambre autour du cou, d'anciennes pièces de monnaie ou des cauris dans les cheveux et des anneaux recouverts de feuilles d'or autour des chevilles. Elles sont vêtues de robes aux couleurs chatoyantes mais jamais de boubou ou de pagne, contrairement aux autres femmes de la région. Elles s'adonnent à l'élevage de chèvres, au filage manuel du coton, à la fabrication et à la vente de lait caillé (kosam en langue peul), boisson particulièrement rafraichissante sous ces latitudes,.
Au nord de la ville de Boundiali, en direction de Tingréla, à laquelle elles sont reliés par une piste en latérite, les localités de Kouto, érigée en chef-lieu de département en mars 2008, Gbon et Kolia sont essentiellement des villages de tisserands et de forgerons. Kouto a la particularité d'être divisé en deux parties : un quartier dit « musulman » avec sa mosquée en banco de style soudanais et un quartier sénoufo séparés par la piste principale. Près de Kouto se trouve le village de Fahandougou qui abrite les « lacs sacrés sénoufos » : Lac Dalaba, Lac Warapa, Lac Loupougo, Lac Gbéni.
Sur la route d'Odienné se trouve le village de Nondara ainsi que celui de Tiémé, qui abrita René Caillié lors de son voyage de Conakry à Tombouctou. Il y fut soigné et guéri du scorbut par les villageois, ce qui ne l'empêcha nullement de faire, dans son récit de voyage publié en 1830, une description fort peu amène des villages du nord de la Côte d'Ivoire qu'il fut amené à traverser et qui assurèrent sa subsistance et sa survie.
Vers le sud, en direction de Seguela, se trouvent les villages de Ouazomon, Kébi, Morondo, Kani, Ganaoni, érigé en sous-préfecture, et Kanitélégué qui abrite des hauts-fourneaux et des artisans du fer, minerai abondant dans la région mais qui n'a jamais fait l'objet d'une exploitation industrielle.
Le village sénoufo typique de Niofoin se situe en direction de Korhogo, après celui de Ponondougou. C'est dans ce village que Jean-Jacques Annaud a tourné son premier long métrage, La Victoire en chantant en 1975, avec Jean Carmet, Jacques Spiesser, Jacques Dufilho, Catherine Rouvel, Dora Doll et Maurice Barrier, entre autres. Il a, à ce titre, constitué, avant 2002, une halte obligée pour les rares excursions touristiques organisées au nord de la Côte d'Ivoire.

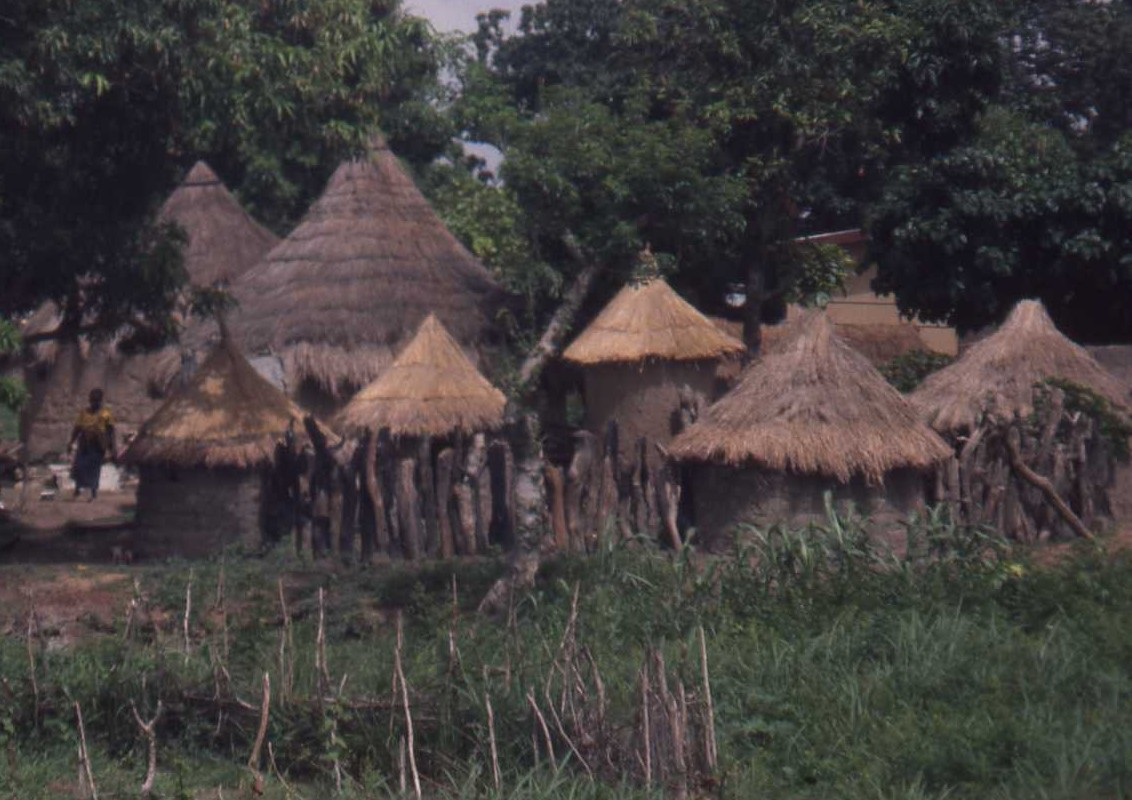
Village sénoufo traditionnel
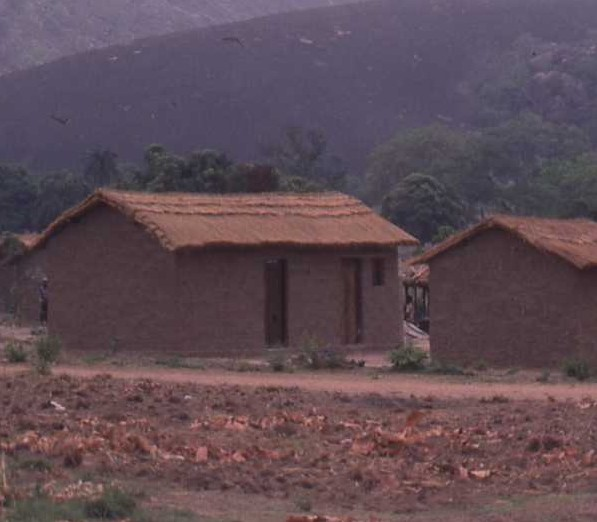
Case rectangulaire en banco